# روابط آلمان و ژاپن

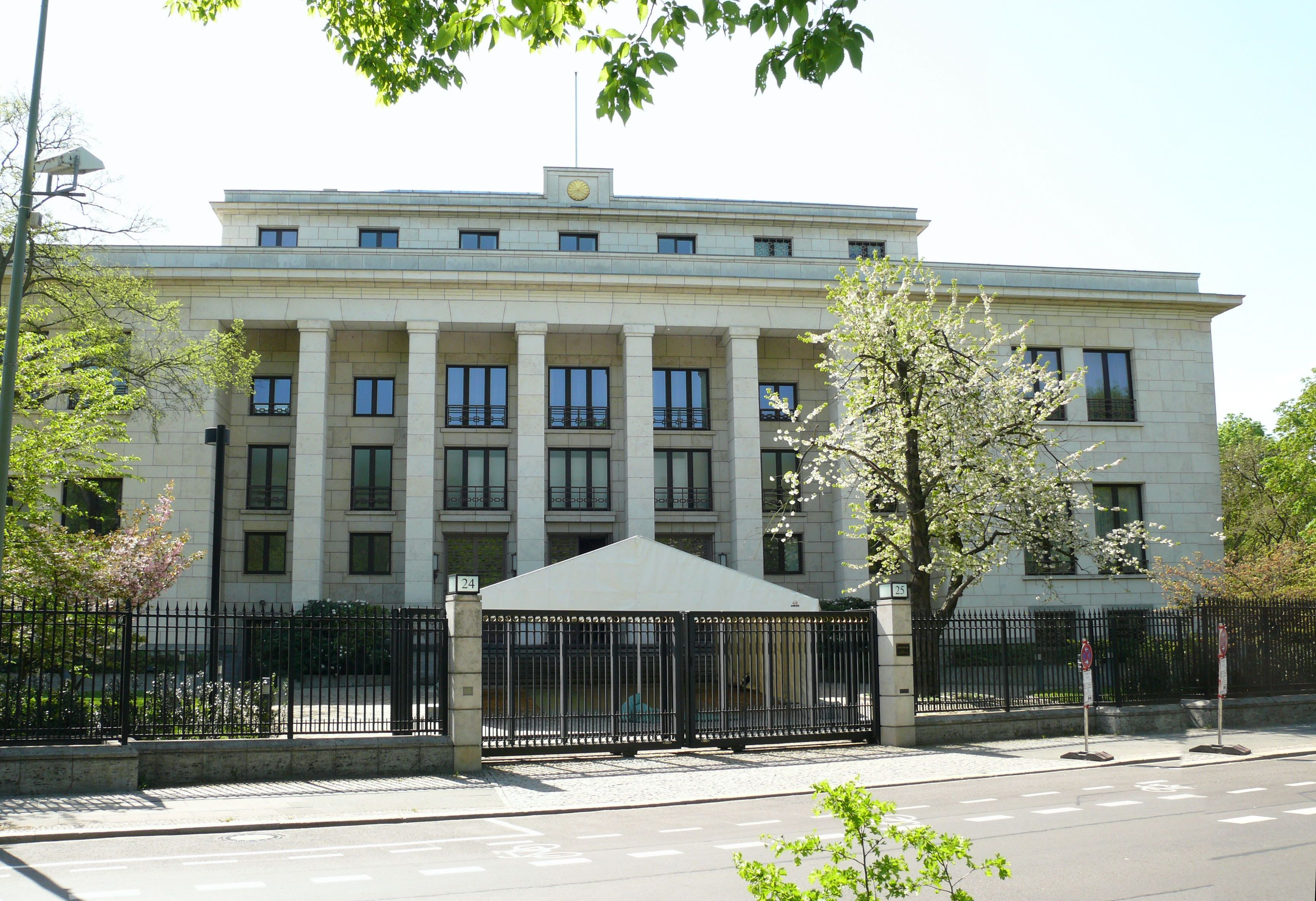
سفارت ژاپن در خیابان هیروشیما برلین که در دهه ۱۹۹۰ بازسازی شد، ابتدا از سال ۱۹۳۸ تا ۱۹۴۲ ساخته شد، و بنابراین نمادی برای روابط آلمان و ژاپن از آن زمان است.

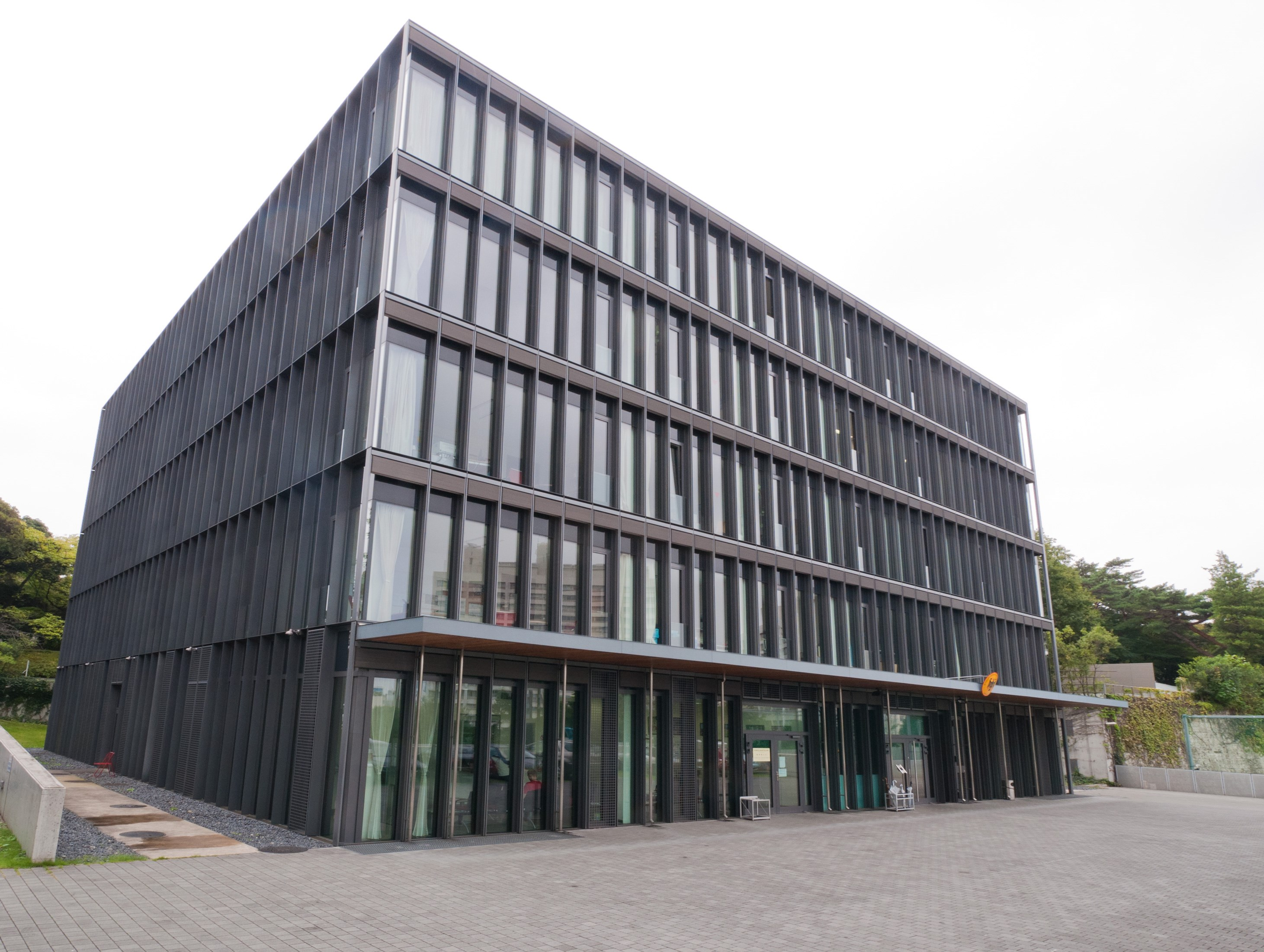
سفارت آلمان در ژاپن

روابط آلمان و ژاپن (به آلمانی: Deutsch-japanische Beziehungen) (به ژاپنی: 日独関係) رسماً در سال ۱۸۶۱ با نخستین بازدید سفیر پادشاهی پروس، به عنوان حاکمیت سلف آلمان، از امپراتوری ژاپن برقرار شد. ژاپن پس از اصلاحات میجی در سال ۱۸۶۷، اغلب با بهره‌گیری از مدل‌های آلمانی از طریق تبادل فکری و فرهنگی، به سرعت مدرن شد. پس از اینکه ژاپن خود را با بریتانیا در سال ۱۹۰۰ همسو کرد، آلمان و ژاپن در جنگ جهانی اول دشمن یکدیگر بودند. ژاپن سال ۱۹۱۴ به امپراتوری آلمان اعلام جنگ و مستعمرات آن در چین و اقیانوس آرام را تصرف کرد.
در دهه ۱۹۳۰، هر دو کشور رویکردی نظامی و تهاجمی اتخاذ کردند. این مسئله منجر به یک نزدیکی و در نهایت یک اتحاد سیاسی و نظامی، با شمول پادشاهی ایتالیا، شد که به تشکیل نیروهای محور در طول جنگ جهانی دوم انجامید. با این حال، این اتحاد به دلیل فاصله بسیار زیاد بین قدرت‌های محور صورت محدودی داشت. از این رو ژاپن و آلمان غالبا درگیر جنگ‌های جداگانه‌ای بودند و در نهایت به‌طور جداگانه تسلیم شدند.
پس از جنگ جهانی دوم، اقتصاد هر دو کشور بازیابی سریعی را تجربه کرد. روابط دوجانبه که اکنون بر مسائل اقتصادی متمرکز شده بود، به زودی دوباره برقرار گشت. امروزه ژاپن و آلمان به ترتیب سومین و چهارمین اقتصادهای بزرگ جهان هستند و از انواع مختلفی همکاری‌های سیاسی، فرهنگی، علمی و اقتصادی بهره می‌برند.
بر اساس نظرسنجی بنیاد برتلزمن در اواخر سال ۲۰۱۲، آلمانی‌ها نسبت به ژاپن دیدگاه بسیار مثبت دارند و این کشور را بیش از یک رقیب، یک شریک می‌بینند. در طرف مقابل، دیدگاه ژاپنی‌ها نسبت به آلمان نیز مثبت است.
|                           | آلمان                                                        | ژاپن                                                   |
| ------------------------- | ------------------------------------------------------------ | ------------------------------------------------------ |
| نام رسمی                  | جمهوری فدرال آلمان                                           | ژاپن                                                   |
| نشان                      |                                                              |                                                        |
| پرچم                      | آلمان                                                        | ژاپن                                                   |
| جمعیت                     | ۸۳٬۰۱۹٬۲۰۰                                                   | ۱۲۶٬۳۱۷٬۰۰۰                                            |
| مساحت                     | ۳۵۷٬۰۲۱ کیلومتر مربع                                         | ۳۷۷٬۹۷۵ کیلومتر مربع                                   |
| تراکم جمعیت               | ۲۲۹ نفر بر کیلومتر مربع                                      | ۳۴۴ نفر بر کیلومتر مربع                                |
| پایتخت                    | برلین                                                        | توکیو                                                  |
| بزرگ‌ترین شهر              | برلین – ۳٬۵۱۳٬۰۲۶ (۶٬۰۰۰٬۰۰۰ مترو)                           | توکیو – ۱۳٬۱۸۵٬۵۰۲ (۳۵٬۶۸۲٬۴۶۰ مترو)                   |
| دولت                      | جمهوری فدرال پارلمانی                                        | پادشاهی مشروطه پارلمانی                                |
| نخستین رهبران             | - رئیس دولت: تئودور هویس - رئیس دولت: کنراد آدناور           | - رئیس دولت: امپراتور جینمو - رئیس دولت: ایتو هیروبومی |
| رهبران کنونی              | - رئیس دولت: فرانک والتر اشتاین‌مایر - رئیس دولت: اولاف شولتس | - رئیس دولت: ناروهیتو - رئیس دولت: فومیو کیشیدا        |
| زبان‌های رسمی              | آلمانی                                                       | ژاپنی                                                  |
| ادیان اصلی                | ۵۸٪ مسیحیت، ۳۷٪ بی‌دینی، ۴٪ اسلام، ۱٪ دیگر                    | ۹۲٪ شینتویسم و بودیسم (هر دو)، ۲٪ مسیحیت، ۷٫۸٪ دیگر    |
| گروه‌های قومی              | ۸۰٪ آلمانی، ۳٫۷٪ ترک، ۱۶٫۳٪ سایر اروپایی‌ها                   | ۹۸٫۵٪ ژاپنی، ۰٫۵٪ کره‌ای، ۰٫۴٪ چینی، ۰٫۶٪ دیگر          |
| تولید ناخالص داخلی (اسمی) | ۳٫۴۶۷ تریلیون دلار (سرانه\| ۴۱۹۰۲ دلار)                      | ۳۸۲۸۱ دلار)                                            |
| جمعیت‌های مهاجر            | ۵٫۹۷۱ آلمانی الاصل در ژاپن                                   | ۳۵٫۷۲۵ ژاپنی الاصل در آلمان                            |
| هزینه‌های نظامی            | ۴۶٫۷ میلیارد دلار                                            | ۵۹٫۳ میلیارد دلار                                      |

## تاریخ

### اولین تماس‌ها و پایان انزوای ژاپنی‌ها (قبل از ۱۸۷۱)

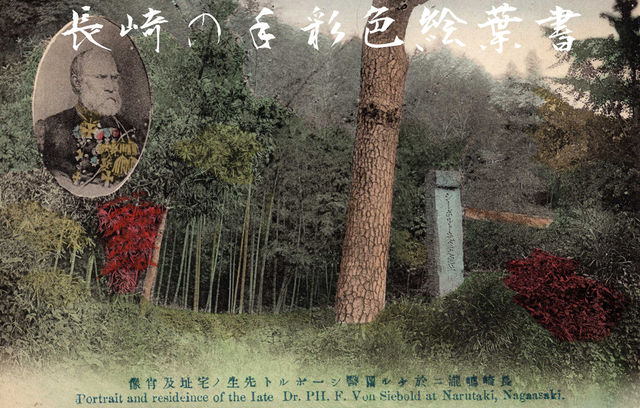
فیلیپ فرانتس فن زیبلد کمک زیادی به درک اروپا از ژاپن کرد.

روابط بین ژاپن و آلمان به دوره شوگون‌سالاری توکوگاوا (۱۸۶۸–۱۶۰۳) برمی‌گردد، زمانی که آلمانی‌های هلندی در خدمت هلندی برای کار برای کمپانی هند شرقی هلند وارد ژاپن شدند. اولین موارد به خوبی مستند شده مربوط به پزشکان انگلبرت کمپفر (۱۶۵۱–۱۷۱۶) و فیلیپ فرانتس فن زیبلد (۱۷۹۶–۱۸۶۶) در سال‌های ۱۶۹۰ و ۱۶۹۰ می‌باشد. هر دو پزشک مدیر پست تجاری هلند در دجیما را در سفر اجباری به ادو برای ادای احترام به شوگون همراهی کردند. فیلیپ فرانتس فن زیبلد نویسنده (نیپون، بایگانی برای توصیف ژاپن)، یکی از ارزشمندترین منابع اطلاعاتی در مورد ژاپن تا قرن بیستم شد؛ از سال ۱۹۷۹ دستاوردهای او با به رسمیت شناخته شده‌است و یک جایزه سالانه آلمانی به افتخار  فیلیپ فرانتس فن زیبلد، که به دانشمندان ژاپنی اعطا می‌شود. سفر دوم فن زیبلد به ژاپن (۱۸۵۹–۱۸۶۲) به یک فاجعه تبدیل شد، زیرا او تلاش کرد بر سیاست هلندی در ژاپن تأثیر بگذارد و تلاش کرد یک پست دائمی به عنوان دیپلمات در آن کشور به دست آورد.
در سال ۱۸۵۴، ایالات متحده ژاپن را تحت فشار قرار داد تا به عهدنامه کاناگاوا، که به انزوای ژاپن پایان داد پایبند باشد. مردم ژاپن این عهدنامه را یک «معاهده نابرابر» می‌دانستند، زیرا ایالات متحده بیشتر امتیازات ژاپن را با امتیازات مشابه متقابل برابر  قرار نداد. در بسیاری از موارد، ژاپن عملاً مجبور به ورود به یک سیستم فرا سرزمینی شد که به جای سیستم حقوقی ژاپن، ساکنان خارجی را تحت قوانین دادگاه‌های کنسولی خود ملزم می‌کرد، بندرهای را برای تجارت باز می‌کرد، و حتی بعداً به مبلغان مسیحی اجازه می‌داد تا وارد خاک ژاپن شوند. اندکی پس از پایان انزوای ژاپن، در دوره‌ای به نام «باکوماتسو» (幕末، «پایان شوگون سالاری»)، اولین تاجران آلمانی وارد ژاپن شدند. در سال ۱۸۶۰، فردریک آلبرشت زو النبرگ، به عنوان سفیر پروس، یک ایالت منطقه‌ای پیشرو در کنفدراسیون آلمان در آن زمان، هیئت اعزامی النبرگ را به ژاپن هدایت کرد. پس از چهار ماه مذاکره، «پیمان نابرابر» دیگری که رسماً به دوستی و تجارت اختصاص داشت، در ژانویه ۱۸۶۱ بین پروس و ژاپن امضا شد.
علیرغم اینکه هیئت اعزامی النبرگ یکی از مذاکرات ناعادلانه متعددی بود که در آن زمان در مورد ژاپن انجام شد، اما پیامدهای کوتاه مدت و بلندمدت معاهده دوستی و بازرگانی، امروز به عنوان آغاز روابط رسمی ژاپن و آلمان شناخته می‌شود. برای بزرگداشت ۱۵۰ سالگرد آن، رویدادهایی در آلمان و ژاپن از پاییز ۲۰۱۰ تا پاییز ۲۰۱۱ برگزار شد به این امید که «گنجینه‌های گذشته مشترک [آنها] را به منظور ایجاد پلی به آینده جمع‌آوری کنند».

#### نمایندگی دیپلماتیک ژاپن در پروس
در سال ۱۸۶۳، سه سال پس از بازدید فردریک آلبرشت زو النبرگ در توکیو، یک هیئت از شوگون‌سالاری به دربار پروس پادشاه ویلهلم یکم، امپراتور آلمان رسید و با یک مراسم باشکوه در برلین مورد استقبال قرار گرفت. پس از امضای معاهده، «ماکس فون برانت» نماینده دیپلماتیک در ژاپن شد – ابتدا به نمایندگی پروس و پس از سال ۱۸۶۶ به نمایندگی از کنفدراسیون آلمان شمالی و تا سال ۱۸۷۱ به نمایندگی از امپراتوری تازه تأسیس امپراتوری آلمان.
در سال ۱۸۶۸ شوگون‌سالاری توکوگاوا سرنگون شد و امپراتوری ژاپن تحت فرمان امپراتور میجی تأسیس شد. با بازگشت قدرت به امپراتور ژاپن، ژاپن خواستار لغو «معاهدات نابرابر» با قدرت‌های غربی شد و جنگ داخلی بوشین درگرفت. در طول درگیری، تاجر آلمانی اسلحه ادوارد و هنری اشنل به دایمیو ناگائوکا، نیگاتا، یک ارباب زمین وفادار به شوگون‌سالاری مشاوره و اسلحه می‌داد. یک سال بعد، جنگ با شکست توکوگاوا و مذاکره مجدد دربارهٔ «معاهدات نابرابر» پایان یافت.

### نوسازی ژاپن و تبادل آموزشی (۱۸۷۱–۱۸۸۵)

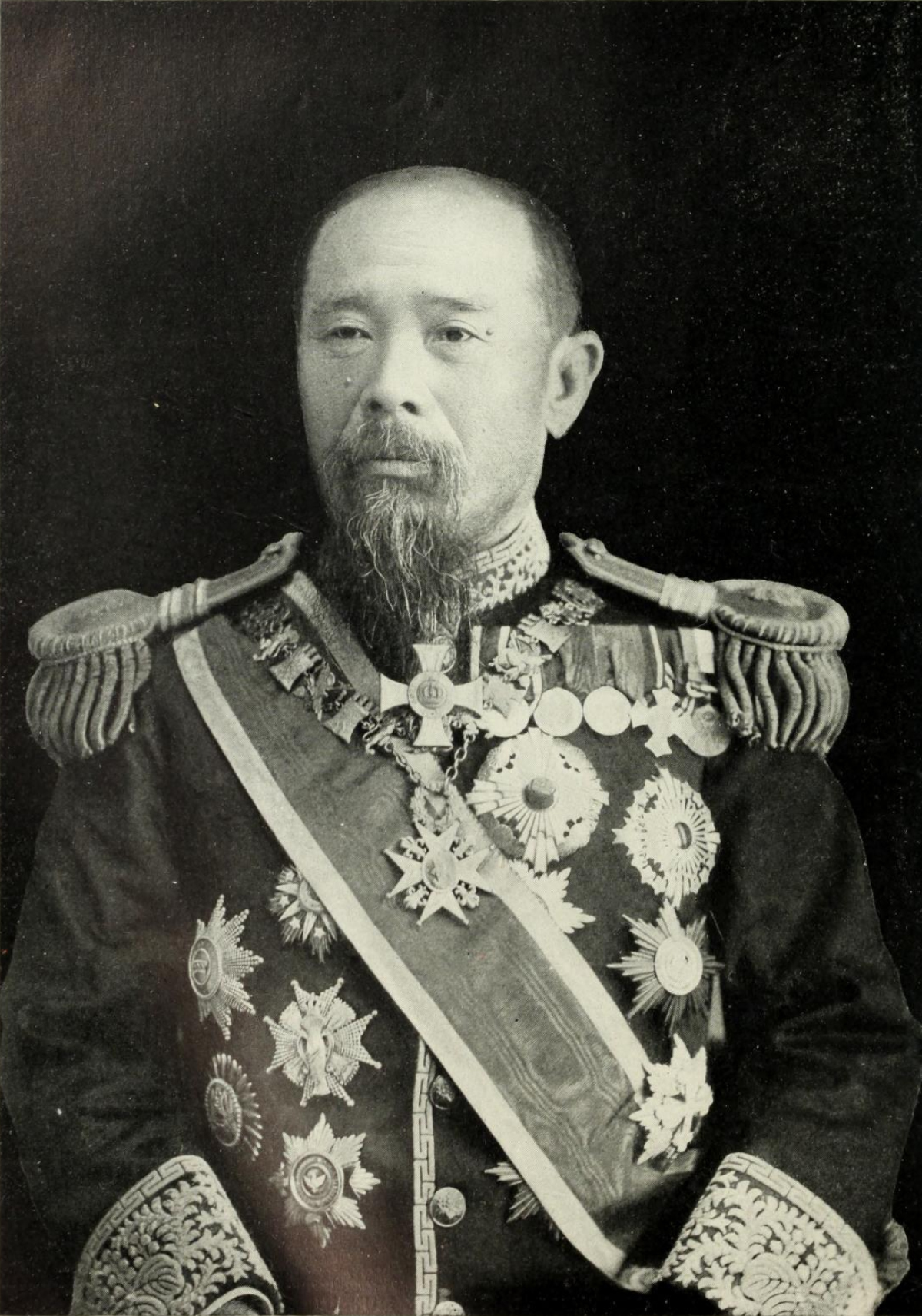
وزیر ژاپن ایتو هیروبومی قوانین اساسی اروپا را در برلین و وین در سال ۱۸۸۲ به عنوان الگوهایی برای مبنای قانونی ژاپن مطالعه کرد.

با شروع دوره میجی دوره میجی (۱۸۶۸–۱۹۱۲)، بسیاری از آلمانی‌ها به عنوان مشاور دولت جدید در ژاپن به کار آمدند که به عنوان کلی مشاوران خارجی دولت میجی در ژاپن شهرت دارند و به نوسازی ژاپن، به ویژه در زمینه‌های پزشکی کمک کرد «لئوپولد مولر»، (۱۸۲۴–۱۸۹۴)؛ جولیوس اسکریبا، (۱۸۴۸–۱۹۰۵)؛ اروین بالز، (۱۸۴۹–۱۹۱۳)، قانون (هرمان روسلر (۱۸۳۴–۱۸۹۴); آلبرت موسه، (۱۸۴۶–۱۹۲۵) و امور نظامی (یاکوب مکل، (۱۸۴۲–۱۹۰۶). مکل در سال ۱۸۸۵ توسط دولت ژاپن به عنوان مشاور دفتر ستاد کل نیروی زمینی امپراتوری ژاپن و به عنوان معلم در دانشگاه ارتش (ژاپن) دعوت شده بود. او سه سال را در ژاپن گذراند و با افراد با نفوذی از جمله کاتسورا تارو و کاواکامی سوروکو کار کرد و از این طریق به نوسازی نیروی زمینی امپراتوری ژاپن کمک قاطع کرد. مکل گروهی وفادار از ستایشگران ژاپنی را پشت سر گذاشت که پس از مرگش، مجسمه‌ای برنزی از او در مقابل کالج ارتش سابقش در توکیو برپا کردند. به‌طور کلی، ارتش امپراتوری ژاپن به شدت سازمان خود را در امتداد خطوط پروس-آلمانی جهت ایجاد یک نیروی جنگی مدرن در طول دهه ۱۸۸۰ قرار داد.
در سال ۱۸۸۹ قانون اساسی امپراتوری ژاپن، تحت تأثیر دانشمندان حقوق آلمانی رودلف فون گنیست و لورنز فون اشتاین، که الیگارشی میجی و نخست‌وزیر آینده ایتو هیروبومی (۱۹۰۹–۱۸۴۱)  که در سال ۱۸۸۲ از برلین و وین بازدید کرده بود، اعلام شد. بنا به درخواست دولت آلمان، آلبرت موسه همچنین با ایتو هیروبومی و گروهش از مقامات دولتی و دانشمندان ملاقات کرد و یک سری سخنرانی در مورد قانون اساسی ارائه کرد که به هیروبومی کمک کرد تا متقاعد شود قانون اساسی سلطنتی به سبک پروسی‌ها برای ژاپن مناسب تر است. در سال ۱۸۸۶، موسه برای کمک به هیروبومی و کوواشی اینواوئه در پیش نویس  قانون اساسی میجی طی قراردادی سه ساله به عنوان عضوی در مشاوران خارجی دولت میجی در ژاپن به ژاپن دعوت شد. او بعداً روی دیگر پیش‌نویس‌های حقوقی مهم، موافقت‌نامه‌ها و قراردادهای بین‌المللی کار کرد و به عنوان مشاور کابینه در وزارت کشور خدمت کرد و به نخست‌وزیر آریتومو یاماگاتا در ایجاد پیش‌نویس قوانین و سیستم‌های حکومت ژاپن کمک کرد. ده‌ها دانشجو و افسر نظامی ژاپنی نیز در اواخر قرن نوزدهم به آلمان رفتند تا سیستم نظامی آلمان را مطالعه کنند و در مراکز آموزشی ارتش آلمان و در ردیف‌های ارتش آلمان، عمدتاً ارتش پروس، آموزش نظامی ببینند. به عنوان مثال، نویسنده مشهور بعدی (موری اوگای)، که در اصل یک پزشک ارتش بود، بین سال‌های ۱۸۷۲ تا ۱۸۷۴ زبان آلمانی را یاد گرفت، که زبان اصلی آموزش پزشکی در آن زمان بود. از سال ۱۸۸۴ تا ۱۸۸۸، اوگای از آلمان بازدید کرد و به ادبیات اروپایی علاقه‌مند شد و اولین ترجمه‌های آثار گوته، فریدریش شیلر و گرهارد هاوپتمان را انجام داد.

### سرد شدن روابط و جنگ جهانی اول (۱۸۸۵–۱۹۲۰)
در پایان قرن نوزدهم، روابط ژاپن و آلمان به دلیل تمایلات امپریالیستی آلمان و به‌طور کلی اروپا در شرق آسیا سرد شد. پس از پایان اولین جنگ چین و ژاپن در آوریل ۱۸۹۵، پیمان شیمونوسکی امضا شد که شامل چندین واگذاری سرزمینی از چین به ژاپن، از جمله مهم‌ترین آنها تایوان و قسمتی از شبه‌جزیره لیائودونگ از جمله پورت آرتور بود. با این حال، امپراتوری روسیه، جمهوری سوم فرانسه و آلمان نسبت به حوزه نفوذ همیشه در حال گسترش ژاپن احتیاط می‌کردند و می‌خواستند با گسترش دارایی‌های استعماری خود از موقعیت بد چین استفاده کنند. اصطکاک‌ها در به اصطلاح «مداخله سه‌گانه» در ۲۳ آوریل ۱۸۹۵ به اوج خود رسید، زمانی که سه قدرت از ژاپن خواستند از تصاحب دارایی‌های تازه به‌دست‌آمدهٔ خود در شبه‌جزیره لیائودونگ خودداری کند.
مشکل دیگر برای روابط آلمان و ژاپن، جنگ روسیه و ژاپن در سال ۱۹۰۴/۰۵ بود که طی آن آلمان قویا از روسیه حمایت کرد. این شرایط باعث شد تا وزارت خارجه ژاپن اعلام کند که هر کشتی که زغال‌سنگ را به کشتی‌های روسی در منطقه جنگی می‌رساند، غرق خواهد کرد. پس از جنگ روسیه و ژاپن، آلمان بر مبادله افسران و دانشجویان نظامی پافشاری کرد و در سال‌های بعد، چند افسر نظامی آلمانی برای مطالعه در مورد ارتش ژاپن به این کشور اعزام شدند که پس از پیروزی بر ارتش تزاری به سازمانی امیدوارکننده برای مطالعه تبدیل شده بود. با این حال، قدرت و نفوذ روزافزون ژاپن نیز باعث افزایش بی‌اعتمادی در طرف آلمانی می‌شد.
شروع جنگ جهانی اول در اروپا در نهایت نشان داد که روابط آلمان و ژاپن واقعاً تا چه اندازه بدتر شده‌است. در ۷ اوت ۱۹۱۴، تنها سه روز پس از اعلان جنگ پادشاهی متحد بریتانیای کبیر و ایرلند به امپراتوری آلمان، دولت ژاپن درخواست رسمی از دولت بریتانیا برای کمک در نابودی مهاجمان آلمانی کشتی‌های نیروی دریایی امپراتوری آلمان در آبهای چین و اطراف آن دریافت کرد. ژاپن که مشتاق کاهش حضور قدرت‌های استعماری اروپایی در آسیای جنوب شرقی، به ویژه در سواحل چین بود، در ۱۴ اوت ۱۹۱۴ اولتیماتومی به آلمان فرستاد که بی‌پاسخ ماند. ژاپن سپس در ۲۳ اوت ۱۹۱۴ به‌طور رسمی به آلمان اعلام جنگ کرد و بدین ترتیب به عنوان متحد بریتانیا، فرانسه و روسیه وارد جنگ جهانی اول شد تا جزایر کارولین، جزایر مارشال و جزایر ماریانا در اقیانوس آرام را که تحت کنترل آلمان بود، تصرف کند.

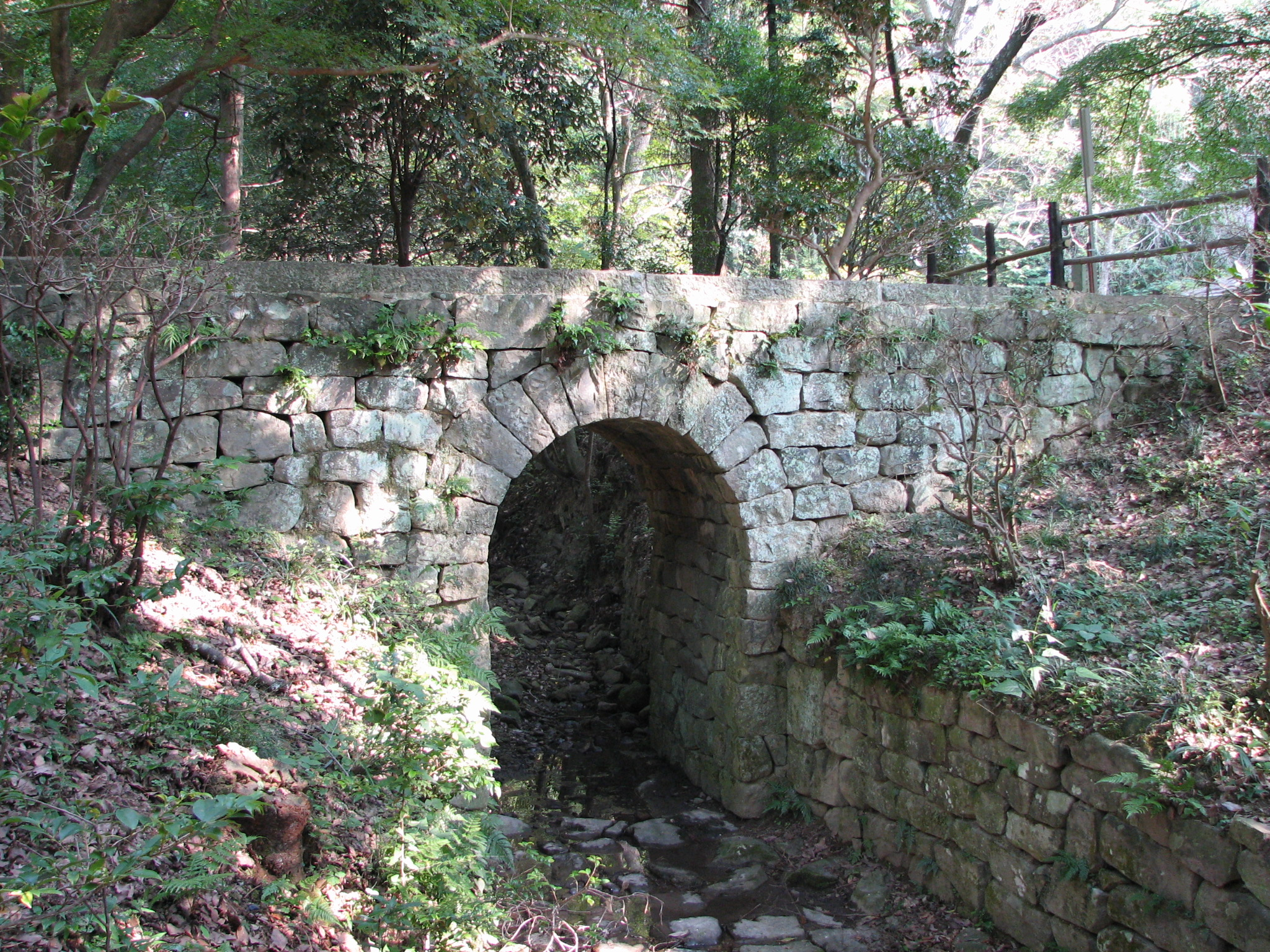
پل آلمانی که توسط اسیران «اردوگاه اسرای جنگی باندو» در دوران اسارت ساخته شده‌است.

تنها نبرد مهمی که بین ژاپن و آلمان روی داد، محاصره بندر چینی چینگ‌دائو در خلیج جیاوژو بود. نیروهای آلمانی از اوت تا نوامبر ۱۹۱۴، تحت محاصره کامل ژاپن/بریتانیا، حملات توپخانه‌ای و احتمالاً نابرابری نیروی انسانی ۶:۱ را تحمل کردند - واقعیتی که باعث تقویت روحیه ژاپن در طول محاصره و همچنین بعداً پس از شکست دادن آلمان شد. پس از یورش نیروهای ژاپنی به شهر، مردگان آلمانی در چینگ‌دائو دفن شدند و سربازان باقی مانده به ژاپن منتقل شدند و در مکان‌هایی مانند «اردوگاه اسیران جنگی باندو» با احترام با آنها رفتار شد. در سال ۱۹۱۹، زمانی که آلمان رسماً پیمان ورسای را امضا کرد، همه اسیران جنگی آزاد شدند و بیشتر آنها به اروپا بازگردانده شدند.
ژاپن یکی از امضاکنندگان معاهده ورسای بود که پیامدهای سختی در آن برای آلمان در نظر گرفته شده بود. در اقیانوس آرام، ژاپن جزایر آلمان در شمال خط استوا جزایر مارشال، کارولین‌ها، ماریانا، جزایر پالائو و خلیج جیاوژو در چین را به دست آورد. ماده ۱۵۶ معاهده همچنین امتیازات آلمان در شاندونگ را به جای بازگرداندن قدرت مستقل به جمهوری چین (۱۹۴۹–۱۹۱۲) به ژاپن منتقل کرد، موضوعی که به زودی به عنوان مسئله شاندونگ شناخته شد. خشم چینی‌ها نسبت به این ماده منجر به تظاهرات شد و یک جنبش فرهنگی معروف به جنبش چهارم مه چین را تحت تأثیر قرار داد تا معاهده را امضا نکند. چین در سپتامبر ۱۹۱۹ پایان جنگ خود را علیه آلمان اعلام کرد و در سال ۱۹۲۱ یک معاهده جداگانه با آلمان امضا کرد. این واقعیت کمک زیادی به متکی شدن آلمان به چین و نه ژاپن، به عنوان شریک استراتژیک در شرق آسیا برای سال‌های آینده کشور خود کرد.

## جنگ جهانی دوم

### نزدیکی نیروهای محور و جنگ جهانی دوم (۱۹۲۰–۱۹۴۵)

#### برقراری مجدد روابط و معضل چین و ژاپن

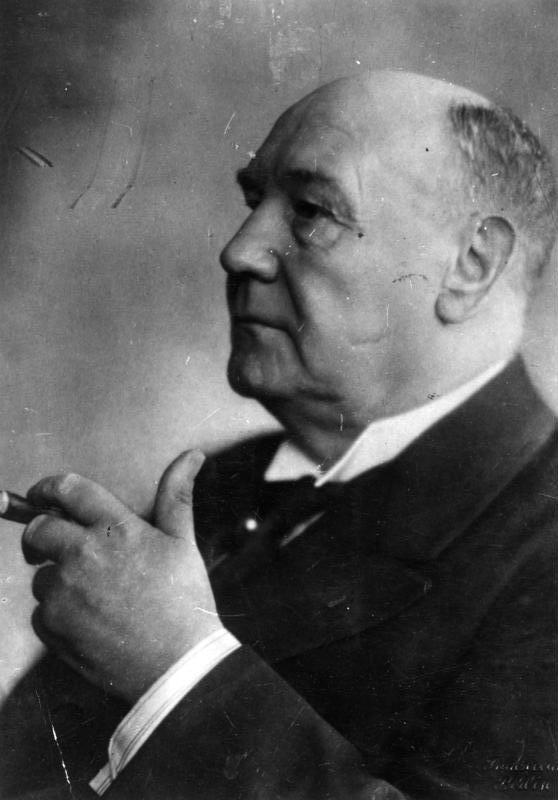
ویلهلم زولف به عنوان سفیر آلمان در توکیو از سال ۱۹۲۰ تا ۱۹۲۸ شروع به برقراری مجدد روابط خوب آلمان و ژاپن کرد.

پس از اینکه آلمان مجبور شد بیشتر دارایی‌های اقیانوس آرام و آسیایی خود را به ژاپن واگذار کند و با تشدید همکاری چین و آلمان (۱۹۴۱–۱۹۲۶)، روابط بین برلین و توکیو تقریباً به پایان رسید اما به ابتکار ویلهلم زولف، که از سال ۱۹۲۰ تا ۱۹۲۸ به عنوان سفیر آلمان در ژاپن خدمت کرد، تبادل فرهنگی دوباره تقویت شد. یک قرارداد فرهنگی در سال ۱۹۲۶ به امضا رسید که منجر به تأسیس مجدد «انجمن آلمانی-ژاپنی» (۱۹۲۶)، تأسیس «مؤسسه ژاپن» در برلین (۱۹۲۶)، تأسیس «انجمن فرهنگی ژاپنی-آلمانی» در توکیو (۱۹۲۷)، و بعدها نیز ادغام با «مؤسسه تحقیقاتی ژاپنی-آلمانی» در کیوتو (۱۹۳۴) شد. هر دو کشور، فرانسه و آلمان، برای ژاپنی‌هایی که مایل به تحصیل در خارج از کشور بودند بسیار جذاب بودند، زیرا هر دو کشور ارزش پول خود را در دهه ۱۹۲۰ کم ارزش نگه داشتند.<ref از آنجایی که دانشگاه‌های آلمان برتر از همتایان فرانسوی خود تلقی می‌شدند، ۸۰ درصد از دانشجویان ژاپنی که به خارج از کشور می‌رفتند آلمان را انتخاب کردند. در واقع، بسیاری از مردانی که در دهه ۱۹۳۰ به عنوان رهبران جنبش پان-آسیایی در ژاپن ظاهر شدند، در دانشگاه‌های آلمان در دهه ۱۹۲۰ تحصیل کرده بودند، که باعث شد مورخ ژاپنی هوتا اری یادآور شود که آلمان تأثیری قوی بر گفتمان ژاپنی پان‌آسیایی‌گرایی گذاشته‌است.
در ۳۰ ژانویه ۱۹۳۳، حزب نازی به رهبری آدولف هیتلر قدرت را در آلمان به دست گرفت و نظام دموکراتیک جمهوری وایمار را در دو ماه اول سلطنت آن لغو کرد. این نقطه عطف سیاسی برای روابط آلمان و ژاپن بسیار اثرگذار بود. در بهار و بار دیگر در پاییز ۱۹۳۳، زمانی که اس‌آ، شاخه شبه نظامی حزب نازی، آسیایی‌هایی را که در دانشگاه‌های آلمان تحصیل می‌کردند، مورد ضرب و شتم قرار داد، روابط آلمان و ژاپن آسیب دید. مقامات ژاپنی و چینی از تبلیغات «خطر زرد» در روزنامه‌های آلمانی، گزارش‌های مربوط به برنامه‌های آلمان برای ممنوعیت روابط بین نژادی و خشونت‌های مداوم علیه دانشجویان آسیایی در سراسر کشور شکایت کردند. در اکتبر ۱۹۳۳، دولت ژاپن به اتباع خود هشدار داد که از آلمان دیدن نکنند و گفت که این کشور برای آسیایی‌ها ناامن است و در نوامبر ۱۹۳۳، دولت چین هشدار مشابهی را به شهروندان خود صادر کرد. وزیر وزارت خارجه آلمان، کنستانتین فون نویرات هیتلر را متقاعد کرد که خشونت اس‌آ علیه آسیایی‌ها را متوقف کند، با اشاره به اینکه رئیس دولت چین چیانگ کای‌شک تهدید به اخراج مأموران نظامی آلمان و جایگزینی آنها با مأموران فرانسوی کرده بود. در رابطه با ژاپن، کنستانتین فون نویرات خاطرنشان کرد که اینکه بسیاری از فرزندان نخبگان ژاپنی در دانشگاه‌های آلمان تحصیل می‌کنند، سودمند است و استدلال می‌کند که این مزیتی غیرقابل محاسبه برای آلمان در درازمدت است. با این حال، در این زمان، آلمان روابط بسیار نزدیک‌تری با چین داشت که مقدار فزاینده‌ای تسلیحات آلمانی را خریداری می‌کرد و ارتش انقلابی ملی آن توسط یک مأمور نظامی آلمانی آموزش می‌دید. این موضوع نه تنها در برابر مخالفت‌های ژاپنی‌ها اتفاق می‌افتاد، بلکه باعث شد شکایات اصلی چین، و نه ژاپن، در نهایت انگیزهٔ تغییر نگرش برلین شود.
در اواخر سال ۱۹۳۳ و اوایل سال ۱۹۳۴، زمانی که سفیر جدید آلمان در ژاپن و طرفدار آشکار شراکت آلمان و ژاپن، هربرت فون دیرکسن، از انتصاب «فردیناند هیه»، یکی از اعضای حزب نازی و تاجر بدنام، کمیسر ویژه تجارت آلمان برای دولت دست نشانده ژاپن، مانچوکوئو در شمال چین حمایت کرد، تنش دیگری در روابط آلمان و ژاپن ایجاد شد. تعامل برلین با مانچوکوئو ظریف بود، زیرا به رسمیت شناختن رسمی دیپلماتیک آن توسط آلمان چیزی بود که ژاپن به دنبال آن بود، اما به شدت به روابط چین و آلمان آسیب می‌رساند. علاقه هیتلر برای حفظ چین به عنوان یک شریک وقتی آشکار شد، که او هیه را که به دروغ قول به رسمیت شناختن مانچوکوئو توسط آلمان را داده بود تا تجارت آلمان را در منطقه تحت نام خود انحصار کند، رد و انکار کرد. در تابستان ۱۹۳۵، یواخیم فن ریبنتروپ، یک مقام سیاست خارجی آلمان که مستقل از وزارت خارجه آلمان فعالیت می‌کرد، به همراه دوستش، وابسته نظامی ژاپن در آلمان، ژنرال هیروشی اوشیما برای رهایی آلمان از دوراهی چین یا ژاپن با ترویج یک اتحاد ضد کمونیستی که هر سه کشور را با هم متحد می‌کرد، برنامه‌ریزی کردند. با این حال، وزارت خارجه آلمان تحت مدیریت کنستانتین فون نویرات این رویکرد را وتو کرد، زیرا روابط تجاری با چین را به اندازه ای مهم می‌دانست که نمی‌توانست آن را در معرض خطر قراردادی قرار دهد که بعید بود چیانگ کای شک به آن بپیوندد.
تقریباً در همان زمان، یواخیم فن ریبنتروپ در مورد توافق‌نامه دریایی بریتانیا و آلمان مذاکره می‌کرد، که باعث بدتر شدن موقت روابط آلمان و ژاپن در ژوئن ۱۹۳۵ شد. در آن زمان، بسیاری از سیاستمداران ژاپنی از جمله دریاسالار ایسوروکو یاماموتو (که منتقد صریح اتحاد با آلمان نازی بود)، از آنچه در آلمان تلاش برای ایجاد اتحاد با بریتانیای کبیر دیده می‌شد، شوکه شد. با این وجود، رهبران گروه نظامی که آن زمان در توکیو کنترل داشتند، به این نتیجه رسیدند که این یک ترفند طراحی شده بود برای خرید زمان برای آلمان‌ها برای تطابق با نیروی دریایی پادشاهی بریتانیا است. از این گذشته، هیتلر قبلاً برنامه‌های خود را در نبرد من طرح کرده بود، که در آن بریتانیا را به عنوان متحد بالقوه معرفی کرد، اما همچنین ژاپن را به عنوان هدف «یهودیان بین‌المللی» و در نتیجه کشوری که آلمان به‌طور بالقوه می‌تواند با آن اتحاد تشکیل دهد تعریف می‌کرد.
این به نفع بریتانیای کبیر نبود که آلمان نابود شود، بلکه در درجه اول به نفع یهودیان بود و امروزه نابودی ژاپن کمتر در خدمت منافع سیاسی بریتانیا خواهد بود تا در خدمت نیات گسترده کسانی که جنبشی را رهبری می‌کنند که امیدوار است یک امپراتوری جهانی یهودی ایجاد کند.— آدولف هیتلر، نبرد من (جلد ۱)

### تحکیم همکاری

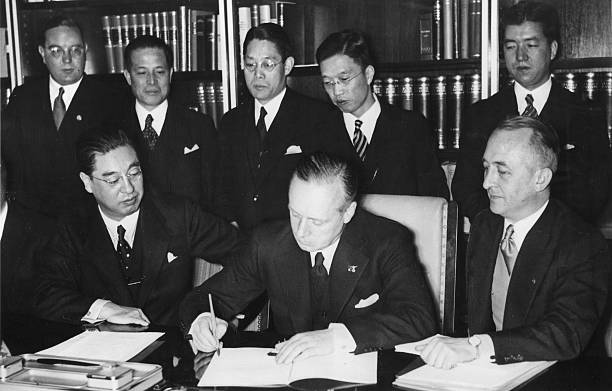

رهبران نظامی توکیو اقدام به طراحی برنامه‌هایی برای اطمینان از تأمین منابع امپراتوری ژاپن کردند که در نهایت به ایجاد حوزه رفاه مشترک آسیای شرقی بزرگ منجر شد. به‌طور کلی، توسعه ارضی بیشتر پیش‌بینی شده بود - یا به سمت شمال، حمله به اتحاد جماهیر شوروی، طرحی که هوکوشین-رون نامیده می‌شد، یا با تصرف مستعمرات فرانسه، هلند و/یا بریتانیا در جنوب که نانشین-رون نام داشت. از سوی دیگر، هیتلر هرگز از طرح خود برای تسخیر سرزمین‌های جدید در اروپای شرقی برای لبنسراوم دست برنداشت؛ بنابراین، درگیری با لهستان و بعداً با اتحاد جماهیر شوروی اجتناب‌ناپذیر به نظر می‌رسید.
اولین تثبیت حقوقی منافع متقابل آلمان و ژاپن در سال ۱۹۳۶ رخ داد، زمانی که دو کشور پیمان ضد کمینترن را امضا کردند که علیه کمینترن به‌طور کلی، و به ویژه اتحاد جماهیر شوروی بود. پس از امضا، دولت آلمان نازی مردم ژاپن را نیز در مفهوم «آریایی‌های افتخاری» گنجاند. یاسوهیتو، شاهزاده چیچیبو سپس در راه‌پیمایی نورنبرگ ۱۹۳۷ در آلمان شرکت کرد و با آدولف هیتلر، که سعی داشت روابط شخصی‌اش را با او تقویت کند، ملاقات کرد. ایتالیای فاشیست به رهبری بنیتو موسولینی در همان سال به پیمان ضد کمینترن پیوست و بدین ترتیب اولین گام‌ها در جهت تشکیل به اصطلاح نیروهای محور بین رم، برلین و توکیو برداشته شد.
آلمان در اصل رابطهٔ بسیار نزدیکی با دولت ملی‌گرای چین داشت و حتی به جمهوری چین یاری و کمک نظامی می‌کرد اما روابط این دو کشور پس از شیوع جنگ دوم چین و ژاپن در ۷ ژوئیه ۱۹۳۷، هنگامی که چین اندکی پس از آن معاهده عدم تخاصم شوروی و چین را با اتحاد جماهیر شوروی منعقد کرد، تیره شد. با وجود روابط اقتصادی برتر چین و آلمان، هیتلر به این نتیجه رسید که ژاپن یک شریک ژئواستراتژیک قابل اعتمادتری خواهد بود و تصمیم گرفت به اتحاد خود با چینی‌ها به عنوان بهای همسویی با ژاپن مدرن‌تر و از نظر نظامی قدرتمندتر پایان دهد. هیتلر در سخنرانی در ماه مه ۱۹۳۸ در رایشتاگ اعلام کرد که آلمان دولت دست نشانده ژاپن در چین را به رسمیت می‌شناسد و از ادعای آلمان در مورد مستعمرات سابق در اقیانوس آرام که اکنون در اختیار امپراتوری ژاپن است، چشم‌پوشی می‌کند. هیتلر دستور پایان دادن به ارسال سلاح به چین و همچنین تمام افسران آلمانی وابسته به ارتش چین را صادر کرد. با وجود این حرکت، هیتلر تصور عمومی خود را از اینکه تمدن‌های ژاپنی و چینی کمتر از تمدن آلمانی نیستند حفظ کرد. او در «عهد آدولف هیتلر» نوشت:
غرور به نژاد خود - و این به معنای تحقیر نژادهای دیگر نیست - نیز یک احساس عادی و سالم است. من هرگز چینی‌ها یا ژاپنی‌ها را پست‌تر از خود ندانسته‌ام. آنها متعلق به تمدن‌های باستانی هستند و من آزادانه اعتراف می‌کنم که تاریخ گذشته آنها برتر از تاریخ ماست. آنها حق دارند به گذشته خود افتخار کنند، همان‌طور که ما حق داریم به تمدنی که به آن تعلق داریم افتخار کنیم. در واقع، من معتقدم هر چه چینی‌ها و ژاپنی‌ها در غرور نژادی خود ثابت قدم باشند، راحت تر می‌توانم با آنها کنار بیایم.
روابط بین ژاپن و آلمان در اواخر دهه ۱۹۳۰ به نزدیک‌تر شدن ادامه داد و مبادلات فرهنگی متعددی صورت گرفت، البته به دلایل سیاسی و تبلیغاتی. تمرکز بر تبادلات جوانان قرار گرفت و بازدیدهای متقابل متعددی انجام شد. به عنوان مثال، در اواخر سال ۱۹۳۸، کشتی اس‌اس گنیسن (۱۹۳۵) هیئتی متشکل از ۳۰ نفر از جوانان هیتلری را برای بازدید مطالعاتی به توکیو برد. در سال ۱۹۳۸، اقداماتی حاکی از پذیرش مشارکت آلمان و ژاپن انجام شد و ساخت ساختمان جدید سفارت ژاپن در برلین آغاز شد. پس از آنکه سفارت قبلی مجبور شد جای خود را به طرح‌های هیتلر و آلبرت اشپر برای مدل‌سازی مجدد برلین به عنوان پایتخت جهان ولت‌هاوپتشتات گرمانیا بدهد، یک ساختمان جدید و باشکوه در یک منطقه دیپلماتیک تازه تأسیس در کنار تیرگارتن (برلین) ساخته شد. این بنا توسط «لودویگ موشامر» و تحت نظارت اسپیر طراحی شد و در مقابل سفارت ایتالیا قرار گرفت و در نتیجه بر محور رم-برلین-توکیو تأکید معماری داشت.

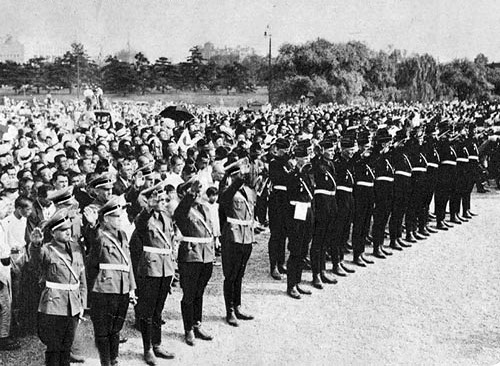
جوانان هیتلری در قلعه نیجوباشی ادو مراسم خوشامدگویی نمادین برای امپراتور شووا برگزار کردند.
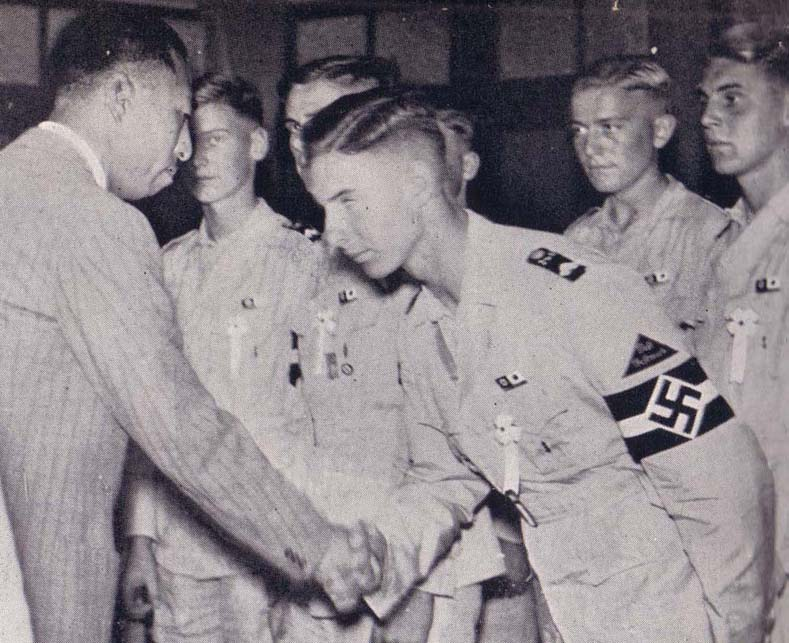
ملاقات جوانان هیتلری با شاهزاده ژاپنی فومیمارو کونوئه، اوت ۱۹۳۸.
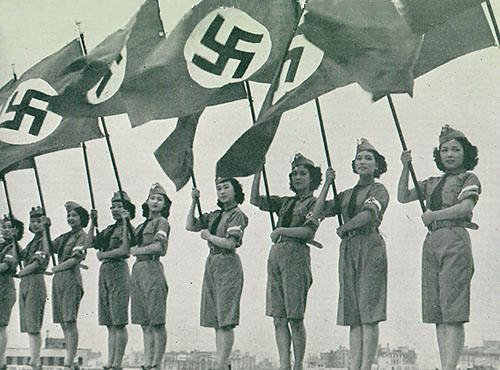
اعضای زن تیم رقص نیچی‌گکی در حال استقبال از جوانان هیتلری در سالن موسیقی نیچی‌گکی در توکیو.

اگرچه برنامه‌های آزمایشی برای رویکرد مشترک آلمان و ژاپن علیه اتحاد جماهیر شوروی در پیمان ضد کمینترن ۱۹۳۶ مطرح شد، سال‌های ۱۹۳۸ و ۱۹۳۹ برای تصمیم ژاپن برای توسعه ندادن از طریق راه شمال (یعنی علیه اتحاد جماهیر شوروی) بلکه به سمت جنوب تعیین‌کننده بود. امپراتوری قاطعانه در دو نبرد مرزی نبرد دریاچه غازان و نبرد خالخین گل در برابر شوروی شکست خورد، و بدین وسیله خود را متقاعد کرد که ارتش امپراتوری ژاپن که فاقد تانک‌های سنگین و امثال آن بود، در موقعیتی نخواهد بود که بتواند ارتش شوروی را در آن زمان به چالش بکشد. با این وجود، احساسات ضد شوروی هیتلر به زودی منجر به نزدیکی بیشتر با ژاپن شد، زیرا او همچنان معتقد بود که ژاپن در جنگ آینده علیه اتحاد جماهیر شوروی یا به‌طور فعال با حمله به جنوب شرقی سیبری، یا به‌طور منفعلانه با محدود کردن بخش‌های بزرگی از ارتش سرخ (حدود ۷۰۰۰۰۰ مرد تا اواخر دهه ۱۹۳۰) که از حمله کوانتونگ ژاپن در مانچوکوئو می‌ترسیدند، به آلمان خواهد پیوست.
برخلاف برنامه‌های واقعی هیتلر – در اثر ناامیدی‌اش از ژاپنی که درگیر مذاکرات به ظاهر بی‌پایان با ایالات متحده و گرایش به جنگ با اتحاد جماهیر شوروی بود، همکاری موقت با شوروی در پیمان مولوتوف–ریبنتروپ، پیمانی بر پایه عدم تجاوز بین آلمان نازی و اتحاد جماهیر شوروی سوسیالیستی، در اوت ۱۹۳۹ امضا شد. نه ژاپن و نه ایتالیا، قبلاً از پیمان آلمان با شوروی مطلع نشده بودند، که نشان‌دهنده بی‌اعتمادی پنهان دائمی بین آلمان نازی و شرکای آن بود. از این گذشته، این پیمان نه تنها تقسیم لهستان و کشورهای حوزه دریای بالتیک را بین هر دو امضاکننده در یک پروتکل محرمانه تصریح می‌کرد، بلکه پیمان ضد کمینترن را نیز کم و بیش بی‌اعتبار کرد. برای از بین بردن فشاری که حرکت هیتلر بر روابط آلمان و ژاپن ایجاد کرده بود، «توافقنامه همکاری فرهنگی بین ژاپن و آلمان» در نوامبر ۱۹۳۹ امضا شد، امضای این توافقنامه تنها چند هفته پس از آن بود که آلمان و اتحاد جماهیر شوروی تهاجم آلمان به لهستان را به پایان رساندند و بریتانیا و فرانسه به آلمان اعلان جنگ دادند.
در سال بعد، ژاپن نیز به برنامه‌های توسعه خود ادامه داد. حمله ژاپن به هندوچین فرانسه در ۲۲ سپتامبر ۱۹۴۰ (که تا آن زمان توسط دولت همکار فرانسه ویشی کنترل می‌شد) و سه خط‌مشی ژاپن، فشار شدیدی بر روابط ایالات متحده آمریکا و ژاپن وارد کردند. در ۲۶ ژوئیه ۱۹۴۰، ایالات متحده قانون کنترل صادرات را تصویب کرد و صادرات نفت، آهن و فولاد به ژاپن را کاهش داد.این سیاست کنترل صادرات، هشدار واشینگتن به ژاپن بود که هرگونه گسترش نظامی بیشتر منجر به تحریم‌های بیشتر خواهد شد. با این حال، چنین اقدامات ایالات متحده توسط رهبران نظامی ژاپن به عنوان سیگنال‌هایی تعبیر شد که آنها نیاز به اتخاذ تدابیر رادیکال برای بهبود وضعیت امپراتوری دارند و در نتیجه ژاپن را به آلمان نزدیک‌تر کرد.

### تشکیل نیروهای محور
با توجه به اینکه آلمان نازی نه تنها بیشتر قاره اروپا از جمله فرانسه را فتح کرده بود، بلکه تصور بریتانیایی را که با شکست قریب‌الوقوع روبرو می‌شود، را نیز توانست حفظ کند. توکیو وضعیت اروپا را به عنوان دلیلی بر ضعف اساسی و مهلک در دموکراسی‌های غربی تفسیر کرد.رهبری ژاپن به این نتیجه رسید که وضعیت فعلی باید مورد بهره‌برداری قرار گیرد و متعاقباً به دنبال همکاری نزدیکتر با برلین شد. هیتلر، به نوبه خود، نه تنها از بن‌بست پایدار با بریتانیا می‌ترسید، بلکه برنامه‌ریزی برای حمله به اتحاد جماهیر شوروی را نیز آغاز کرده بود. این شرایط، همراه با کمبود مواد خام و غذا، علاقه برلین را به اتحاد قوی‌تر با ژاپن افزایش داد. وزیر امور خارجه آلمان، یواخیم فن ریبنتروپ برای مذاکره بر سر یک معاهده جدید به ژاپن فرستاده شد، که روابط ژاپن با آلمان و ایتالیا، سه کشوری که به زودی «قدرت‌های محور» نامیده می‌شوند، با پیمان سه‌جانبه در ۲۷ سپتامبر ۱۹۴۰ تثبیت شد.
هدف این پیمان که علیه قدرتی نامشخص که گمان می‌رفت ایالات متحده آمریکا باشد و منع آن قدرت از حمایت از بریتانیا بود، در نتیجه نه تنها آرمان آلمان و ایتالیا را در جبهه‌های مدیترانه، خاورمیانه و آفریقا تقویت می‌کرد، بلکه موجب تضعیف مستعمرات بریتانیا در جنوب شرق آسیا در پیش‌برد تهاجم ژاپنی‌ها می‌شد. در این معاهده آمده بود که سه کشور به «رهبری» یکدیگر در حوزه‌های نفوذ خود احترام می‌گذارند و در صورت حمله یک طرف خارجی به یکدیگر کمک خواهند کرد. با این حال، از زمان امضای پیمان، درگیری‌هایی که از قبل در جریان بودند، به صراحت حذف شدند. با این اصطلاح تدافعی، تجاوز از سوی یک کشور عضو به یک کشور غیرعضو منجر به هیچ تعهدی بر اساس پیمان نخواهد شد. این محدودیت‌ها را می‌توان به‌عنوان نشانه‌ای از روابط آلمان و ژاپن در آن زمان تعبیر کرد که بر اساس منافع شخصی متقابل، که زیربنای ایدئولوژی‌های مشترک نظامی‌گرا، توسعه‌طلب و ناسیونالیستی دولت‌های مربوط بود، هدایت می‌شد.
یکی دیگر از محدودیت‌های تعیین‌کننده در اتحاد آلمان و ژاپن، تفاوت‌های اساسی بین سیاست‌های دو کشور در قبال یهودیان بود. با توجه به نگرش معروف آلمان نازی که یهودی‌ستیزی افراطی است، ژاپن از اتخاذ هر گونه موضع مشابه خودداری کرد. در ۳۱ دسامبر ۱۹۴۰، وزیر امور خارجه ژاپن، یوسوکه ماتسوئوکا، از طرفداران قوی پیمان سه‌جانبه، به گروهی از بازرگانان یهودی گفت:
من مسئول اتحاد با هیتلر هستم، اما هیچ جا قول نداده‌ام که سیاست‌های یهودی‌ستیزانه او را در ژاپن اجرا کنیم. این صرفاً نظر شخصی من نیست، نظر ژاپن نسبت به یهودیان است و من هیچ ابایی در مورد اعلام آن به جهان ندارم. یوسوکه ماتسوئوکا (۳۱ دسامبر ۱۹۴۰)
در یک نکته مشابه، هر دو کشور به مخفی کردن جنایات جنگی که توسط طرف مقابل مرتکب شده‌است تا پایان جنگ ادامه دادند. هولوکاست به‌طور سیستماتیک توسط رهبری در توکیو پنهان شد، درست مانند جنایات جنگی ژاپن، به عنوان مثال. اوضاع در چین، از عموم آلمان مخفی نگه داشته شد. نمونهٔ آن جنایاتی است که ارتش ژاپن در قتل‌عام نانجینگ در سال ۱۹۳۷ مرتکب شد، که توسط صنعتگر و بازرگان آلمانی جان رابه محکوم شد. متعاقباً، رهبری آلمان دستور بازگشت او را به به برلین را صادر کرد و تمام گزارش‌های او را مصادره کرد و هرگونه بحث بیشتر در مورد این موضوع را ممنوع کرد.
با این وجود، پس از امضای پیمان سه‌جانبه در ۲۷ سپتامبر سال ۱۹۴۰، بازدیدهای متقابل سیاسی و نظامی افزایش یافت. پس از اینکه در سال ۱۹۳۹، کارشناس چترباز آلمانی، ارنست اودت برای بازرسی نیروهای هوایی از ژاپن دیدن کرد و به هرمان گورینگ گزارش داد که «نیروهای هوایی ژاپنی، اگرچه شجاع و با اراده هستند، اما کوبنده نیستند». ژنرال تومویوکی یاماشیتا در اواخر سال ۱۹۴۰ وظیفه سازماندهی مجدد بازوی هوایی ژاپن را به عهده گرفت. برای این منظور، یاماشیتا در ژانویه ۱۹۴۱ وارد برلین شد و تقریباً شش ماه در آنجا ماند. او از خط ماژینو و استحکامات آلمانی در سواحل فرانسه بازدید کرد، پروازهای آلمانی را در تمرین تماشا کرد و حتی در یک حمله بلیتس، بعد از رئیس لوفت‌وافه آلمانی هرمان گورینگ، بر فراز بریتانیا پرواز کرد. ژنرال یاماشیتا همچنین با هیتلر ملاقات و گفتگو کرد و در مورد او اظهار نظر کرد:
امن احساس کردم که در ذهن هیتلر بسیاری از مسائل معنوی وجود دارد که فراتر از برنامه‌های مادی است. وقتی پیشوا را ملاقات کردم، گفت که از دوران کودکی جذب ژاپن شده‌است. او زمانی که تنها ۱۷ سال داشته، گزارش‌های پیروزی جنگ روسیه و ژاپن را با دقت خوانده و تحت تأثیر قدرت شگفت‌انگیز ژاپن قرار گرفته است. تومویوکی یاماشیتا (۱۹۴۰)
به گفته یاماشیتا، هیتلر در وصیت‌نامه خود وعده داده که ژاپن را به خاطر بسپارد و به آلمانی‌ها دستور داد که خود را برای همیشه به روح ژاپن پیوند دهند.
در ۱۱ نوامبر ۱۹۴۰، روابط آلمان و ژاپن و همچنین برنامه‌های ژاپن برای گسترش به سمت جنوب شرقی آسیا، به‌طور قاطع تقویت شد. در این روز خدمه ناو پشتیبانی آتلانتیس سوار کشتی باری تسخیر شده بریتانیایی اس‌اس اوتومدون شدند و توانستند به پانزده کیسه پستی برای فرماندهی خاور دور بریتانیا در کشتی اس‌اس اوتومدون دست پیدا کنند، از جمله گزارش‌های اطلاعاتی نیروی دریایی حاوی آخرین ارزیابی از قدرت نظامی امپراتوری ژاپن در خاور دور، به همراه جزئیات نیروی هوایی سلطنتی بریتانیا واحدها، نیروی دریایی، و یادداشت‌هایی در مورد دفاع سنگاپور که تصویری تاریک از توانایی‌های زمینی و دریایی بریتانیا در خاور دور ترسیم می‌کرد و مشخص می‌کرد که قوای بریتانیا برای خطر جنگ با ژاپن بسیار ضعیف است. این اسناد در ۵ دسامبر به سفارت آلمان در توکیو رسید و سپس از طریق راه‌آهن سراسری سیبری به برلین منتقل شد. به ابتکار وابسته نیروی دریایی آلمان پل وینکر، یک نسخه نیز به ژاپنی‌ها داده شد. این اسناد اطلاعات ارزشمندی را قبل از شروع جنگ اقیانوس آرام برای آنها فراهم کرد. کاپیتان «ناو پشتیبانی آتلانتیس»، برنهارد روگ برای این کار با دریافت یک شمشیر سامورایی کاتانای ژاپنی تقدیر شد. تنها آلمانی‌هایی که به این شیوه مورد تقدیر قرار گرفتند، هرمان گورینگ و فیلد مارشال اروین رومل بودند.
پس از خواندن اسناد ضبط شده، در ۷ ژانویه ۱۹۴۱ ژاپنی‌ها نامه‌ای به وزیر نیروی دریایی ایسوروکو یاماموتو نوشتند و پرسیدند که آیا اگر ژاپن آمریکا را نابود کند، نیروهای باقی‌مانده بریتانیا و هلند به‌طور مناسبی تضعیف می‌شوند تا ژاپنی‌ها بتوانند ضربه مرگباری به آنها وارد کنند. به این ترتیب، «نانشین-رون» (حمله به طرف جنوب)، به سرعت مورد توجه قرار گرفت و طرفداران بیشتری پیدا کرد.

### توقف هماهنگی برنامه‌های جنگی مشترک

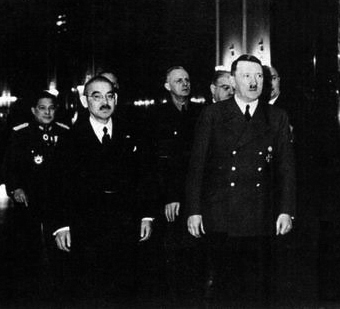
یوسوکه ماتسوئوکا، وزیر امور خارجه ژاپن، در اواخر مارس ۱۹۴۱ از آدولف هیتلر در برلین بازدید کرد.

از سوی دیگر، هیتلر در حال پایان دادن به مقدمات «عملیات بارباروسا»، حمله به اتحاد جماهیر شوروی بود. به منظور حمایت مستقیم یا غیرمستقیم از حمله قریب‌الوقوع خود به سمت شرق، پیشوا بارها به ژاپن پیشنهاد داده بود که در طرح‌های حمله به خاور دور شوروی در سال‌های ۱۹۴۰ و ۱۹۴۱ تجدید نظر کند. در فوریه ۱۹۴۱، در نتیجه اصرار هیتلر، ژنرال هیروشی اوشیما به عنوان سفیر به برلین بازگشت. در ۵ مارس ۱۹۴۱، ویلهلم کایتل، رئیس فرماندهی عالی ورماخت «دستور اساسی شماره ۲۴ در مورد همکاری با ژاپن» را صادر کرد:
- یک- باید هدف از همکاری مبتنی بر پیمان سه‌جانبه، ترغیب ژاپن به انجام اقدامات فعال در خاور دور باشد. بدین ترتیب نیروهای قوی بریتانیا محدود خواهند شد و مرکز ثقل منافع ایالات متحده آمریکا به اقیانوس آرام منحرف خواهد شد. هر چه زودتر ژاپن مداخله کند، با توجه به آمادگی هنوز توسعه نیافته برای جنگ از سوی دشمنان ژاپن، چشم‌انداز موفقیت بیشتر خواهد بود. عملیات بارباروسا پیش نیازهای سیاسی و نظامی مطلوبی را برای این امر ایجاد خواهد کرد.
- دو- برای آماده‌سازی راه برای همکاری، تقویت پتانسیل نظامی ژاپن با تمام ابزارهای موجود ضروری است. برای این منظور فرماندهی عالی شاخه‌های نیروهای مسلح به‌طور جامع و سخاوتمندانه با خواسته‌های ژاپنی‌ها برای کسب اطلاعات در مورد جنگ و تجارب رزمی آلمان و کمک در اقتصاد نظامی و در مسائل فنی مطابقت خواهد داشت. عمل متقابل مطلوب است اما این عامل نباید مانع مذاکره شود. طبیعتاً باید به آن دسته از درخواست‌های ژاپنی اولویت داده شود که فوری‌ترین کاربرد را در آغاز جنگ دارند. در موارد خاص، پیشوا تصمیمات را برای خود محفوظ می‌دارد.
- سه- هماهنگ‌سازی برنامه‌های عملیاتی دو طرف بر عهده فرماندهی عالی نیروی دریایی ارتش است. این امر تابع اصول راهنمای زیر خواهد بود:
  - الف- هدف مشترک از انجام جنگ این است که تأکید شود انگلستان را به سرعت به زمین می‌اندازد و در نتیجه ایالات متحده را از جنگ دور نگه می‌دارد. فراتر از این، آلمان هیچ‌گونه منافع سیاسی، نظامی یا اقتصادی در خاور دور ندارد که زمینه‌ای برای هر گونه شرطی در مورد نیات ژاپنی‌ها فراهم کند.
  - ب- موفقیت‌های بزرگی که آلمان در جنگ تجاری به دست آورد، استفاده از نیروهای قوی ژاپنی را برای همین هدف بسیار مناسب جلوه می‌دهد. در این رابطه باید از هر فرصتی برای حمایت از جنگ تجاری آلمان استفاده کرد.
  - پ- وضعیت مواد خام قدرت‌های پیمان ایجاب می‌کند که ژاپن باید سرزمین‌هایی را که برای ادامه جنگ به آن نیاز دارد، در اختیار بگیرد، به‌ویژه اگر ایالات متحده مداخله کند. حمل لاستیک طبیعی حتی پس از ورود ژاپن به جنگ باید انجام شود، زیرا برای آلمان اهمیت حیاتی دارد.
  - ت- تصرف سنگاپور به عنوان موقعیت کلیدی بریتانیا در خاور دور به معنای موفقیت قاطع برای کل جنگ نیروهای محور خواهد بود. علاوه بر این، حمله به سایر سامانه‌های پایگاه‌های قدرت دریایی بریتانیا - که تنها در صورتی که نتوان از ورود ایالات متحده به جنگ جلوگیری کرد، به پایگاه‌های نیروی دریایی آمریکا گسترش می‌یابد - منجر به تضعیف سیستم قدرت دشمن در آن منطقه و همچنین تضعیف سیستم قدرت دشمن در آن منطقه می‌شود. درست مانند حمله به ارتباطات دریایی، در مسدود کردن راه نیروهای قابل توجه از همه نوع (مانند استرالیا در جنگ جهانی دوم). هنوز نمی‌توان تاریخی برای آغاز بحث‌های عملیاتی تعیین کرد.
- چهار- در کمیسیون‌های نظامی که بر اساس پیمان سه‌جانبه تشکیل می‌شوند، فقط به این گونه مسائل باید به‌طور مساوی به سه قدرت شرکت کننده پرداخته شود. اینها در درجه اول شامل مشکلات جنگ اقتصادی خواهد بود. رسیدگی به جزئیات به عهده کمیسیون اصلی با همکاری فرماندهی عالی نیروهای مسلح است.
- پنج- ژاپنی‌ها نباید هیچ گونه اطلاعی از عملیات بارباروسا داشته باشند.[۵۷]

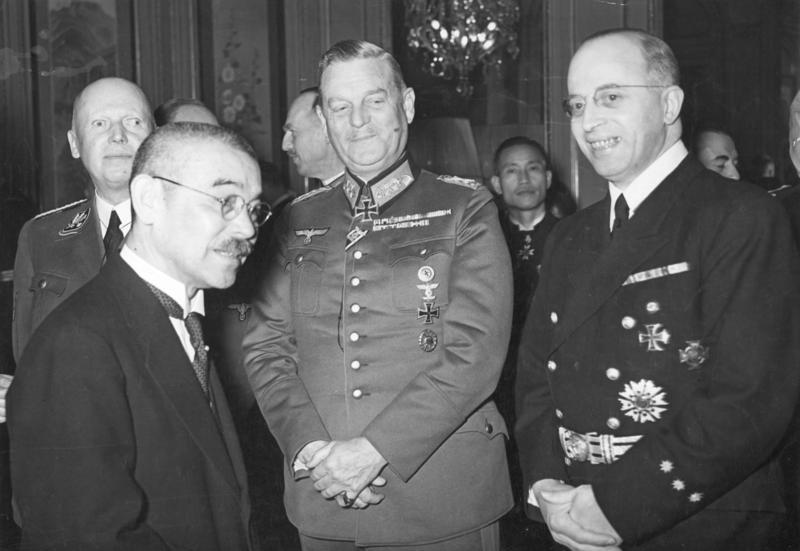
یوسوکه ماتسوئوکا با فیلد مارشال ویلهلم کایتل (مرکز) و سفیر هاینریش گئورگ اشتاهمر (راست) در پذیرایی در سفارت ژاپن در برلین در ۲۹ مارس ۱۹۴۱

در ۱۸ مارس ۱۹۴۱، در کنفرانسی با حضور هیتلر، آلفرد یودل، ویلهلم کایتل و اریش ردر، دریاسالار ردر اظهار داشت:
ژاپن باید هرچه زودتر برای تصرف سنگاپور گام بردارد، زیرا این فرصت دیگر هرگز به این نحو مساعد نخواهد بود (بسته شدن کل ناوگان انگلیسی، عدم آمادگی ایالات متحده برای جنگ با ژاپن، کوچکی ناوگان اقیانوس آرام ایالات متحده در مقایسه با نیروی دریایی امپراتوری ژاپن در جنگ جهانی دوم). ژاپن در واقع در حال آماده‌سازی برای این اقدام است. اما طبق تمام اعلامیه‌های افسران ژاپنی، این کشور تنها در صورتی این کار را انجام می‌دهد که آلمان وارد عملیات زی‌لووه (عملیات آبی خاکی آلمان نازی برای حمله به بریتانیا) شود؛ بنابراین آلمان باید تمام تلاش خود را بر تشویق ژاپن برای اقدام فوری متمرکز کند.
در مذاکراتی که هیتلر، وزیر خارجه او، یوآخیم فون ریبنتروپ، همتای ژاپنی او در آن زمان، یوسوکه ماتسوئوکا، و همچنین سفیران برلین و توکیو، اویگن اوت و هیروشی اوشیما حضور داشتند. طرف آلمانی به‌طور گسترده به آن اشاره کرد، اما هرگز آشکارا درخواست نکرد که از ژاپن یا از طرف شرق به اتحاد جماهیر شوروی سوسیالیستی حمله کند یا به مستعمرات بریتانیا در آسیای جنوب شرقی حمله کند، در نتیجه امپراتوری بریتانیا را از اروپا اشغال کرده و منحرف کند و در نتیجه تا حدودی پشت آلمان را بپوشاند. اگرچه آلمان آشکارا از حمله ژاپن به اتحاد جماهیر شوروی حمایت می‌کرد، اما تبادلات بین دو متحد همیشه بیش از حد رسمی و غیرمستقیم بود، همان‌طور که در بیانیه زیر توسط هیتلر به سفیر اوشیما (۲ ژوئن ۱۹۴۱) نشان داده شده‌است:
 اما رهبری نظامی تحت تسلط ارتش ژاپن، یعنی افرادی مانند وزیر جنگ هیدکی توجو، دائماً توسط نیروی دریایی امپراتوری ژاپن تحت فشار قرار گرفتند و بنابراین، یک نیروی قوی گرایش به «نشان رون» قبلاً در سال 1940 وجود داشت، به این معنی که به جنوب رفته و از قدرت‌های ضعیف اروپایی با اشغال مستعمرات غنی از منابع آنها در جنوب شرقی آسیا استثمار کرد.
ماتسوئوکا، اوشیما و بخش‌هایی از نیروی زمینی امپراتوری ژاپن از طرفداران هوکوشین-رون، استراتژی حرکت به طرف شمال ژاپن با هدف حمله هماهنگ با آلمان علیه اتحاد جماهیر شوروی و تصرف سیبری شرقی بودند. اما رهبری نظامی تحت تسلط ارتش ژاپن، یعنی افرادی مانند  وزیر جنگ هیدکی توجو، دائماً توسط نیروی دریایی امپراتوری ژاپن تحت فشار قرار می‌گرفتند. و بنابراین، قبلاً در سال ۱۹۴۰ یک نیروی قوی گرایش به نانشین-رون وجود داشت، به معنای رفتن به جنوب و بهره‌برداری از قدرت‌های ضعیف اروپایی با اشغال مستعمرات غنی از منابع آنها در جنوب شرقی آسیا. به منظور حفظ پشتیبانی ژاپن در حین گسترش به سمت جنوب و به عنوان تلاش شوروی برای نشان دادن مقاصد صلح آمیز نسبت به آلمان، پیمان بی‌طرفی ژاپن و شوروی در ۱۳ آوریل ۱۹۴۱ توسط یوسوکه ماتسوئوکا در سفر برگشت از بازدید از برلین در مسکو امضا شد. ژوزف استالین به تعهد ژاپن به بی‌طرفی اعتقاد چندانی نداشت، اما احساس می‌کرد که این پیمان به دلیل نمادگرایی سیاسی آن، برای تقویت اعتماد عمومی به آلمان، مهم است. هیتلر که از قبل از سوی ژاپنی‌ها مطلع نشده بود و این پیمان را نیرنگی برای توقف می‌دانست، وضعیت دیپلماتیک را به اشتباه تعبیر کرد و تصور کرد که حمله او به اتحاد جماهیر شوروی برای ژاپن در شرق آسیا تسکین فوق‌العاده‌ای ایجاد می‌کند و در نتیجه تهدیدی قوی‌تر برای فعالیت‌های آمریکا از طریق مداخلات ژاپنی خواهد بود. در نتیجه، آلمان نازی با عملیات بارباروسا، حمله خود به اتحاد جماهیر شوروی، که دو ماه بعد در ۲۲ ژوئن بدون هیچ هشدار خاصی به شرکای محور خود آغاز شد، به پیش برد.
از دیدگاه ژاپن، حمله به روسیه تقریباً پیمان سه‌جانبه را از هم پاشید، زیرا امپراتوری برای کمک به حفظ روابط خوب با مسکو به آلمان وابسته بود تا از هرگونه تهدیدی از جانب سیبری جلوگیری کند. نخست‌وزیر فومیمارو کونوئه احساس می‌کرد که به ژاپن خیانت شده‌است، زیرا آلمان‌ها به وضوح به متحدان محور خود اعتماد چندانی نداشتند تا دربارهٔ بارباروسا به آنها هشدار دهند، اگرچه او از زمان دریافت گزارش آوریل از اوشیما در برلین مبنی بر اینکه «  آلمان مطمئن است که می‌تواند روسیه را شکست دهد و هر لحظه برای جنگیدن آماده می‌شود.» از سوی دیگر، وزیر امور خارجه ماتسوئوکا به وضوح تلاش کرد تا امپراتور، کابینه و همچنین کارکنان ارتش را در مورد حمله فوری به اتحاد جماهیر شوروی متقاعد کند. با این حال، همکارانش هر گونه پیشنهادی را رد کردند، حتی او را به عنوان «پسر دفتر هیتلر» دانستند و به این واقعیت اشاره کردند که ارتش ژاپن با تانک‌های سبک و متوسط خود قصد حمله به تانک‌ها و هواپیماهای شوروی را ندارند تا زمانی که مطمئن شوند که ورماخت ارتش سرخ را به مرز شکست رسانده است.
متعاقباً، نخست‌وزیر فومیمارو کونوئه،  ماتسوئوکا را از کابینه خود برکنار کرد و مذاکرات ژاپن با ایالات متحده را مجدداً افزایش داد، که با این حال، در مورد مسائل چین و هندوچین و درخواست آمریکا از ژاپن برای خروج از پیمان سه‌جانبه در انتظار هرگونه حل و فصل شکست خورد. ماتسوئوکا بدون هیچ چشم‌اندازی نسبت به واشینگتن احساس می‌کرد که دولتش باید آلمان را از وفاداری خود به این پیمان اطمینان دهد. در برلین، به اوشیما دستور داده شد که به وزیر امور خارجه آلمان، ریبنتروپ، اطلاع دهد که «دولت ژاپن تصمیم گرفته‌است تا «نقاط پشتیبانی» در هندوچین فرانسه [یعنی نیمه جنوبی آن را نیز اشغال کند] تا بتواند فشار خود را بر بریتانیای کبیر و ایالات متحده آمریکا بیشتر تقویت کند، و این را به عنوان یک «کمک ارزشمند به جبهه مشترک» معرفی کند، با این وعده که «ما ژاپنی‌ها قرار نیست روی حصار بنشینیم». در حالی که شما آلمانی‌ها با روس‌ها می‌جنگید.

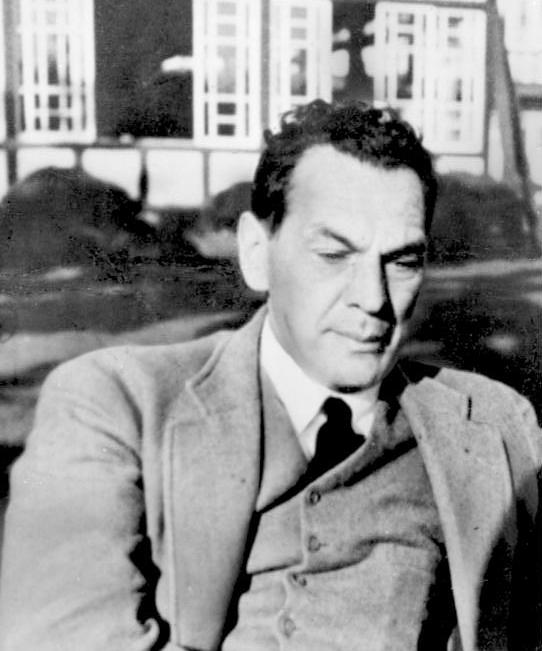
جاسوس شوروی ریشارت زورگه عدم تمایل ژاپن به همکاری با هیتلر علیه اتحاد جماهیر شوروی را در سپتامبر ۱۹۴۱ فاش کرد.

در ماه‌های اول، پیشرفت‌های آلمان در روسیه شوروی خیره‌کننده بود و نیاز استالین به انتقال نیروهایی که در حال حاضر از سیبری جنوب شرقی در برابر حمله احتمالی ژاپن کانتوکوئن محافظت می‌کردند به دفاع آینده از نبرد مسکو افزایش یافت. ارتش کوانتونگ ژاپن در مانچوکوئو دائماً در حال مانور نگه داشته شد و در گفتگو با ریبنتروپ وزیر خارجه آلمان، سفیر اوشیما در برلین بارها به «حمله قریب‌الوقوع ژاپن» علیه اتحاد جماهیر شوروی اشاره می‌کرد. با این حال، در واقع، رهبری توکیو در این زمان به هیچ وجه نظر خود را تغییر نداده بود و این اقدامات صرفاً برای ایجاد توهم یک تهدید شرقی برای اتحاد جماهیر شوروی در تلاش برای محدود کردن بخش‌های سیبری آن هماهنگ شده بود. با این حال، ریشارت زورگه، جاسوس شوروی که در لباس یک روزنامه‌نگار آلمانی برای اویگن اوت، سفیر آلمان در توکیو کار می‌کرد، ناشناس برای ژاپن و آلمان، در ۱۴ سپتامبر ۱۹۴۱ به ارتش سرخ توصیه کرد که ژاپنی‌ها حمله به اتحاد جماهیر شوروی را آغاز نمی‌کنند تا زمانی که:
- مسکو تسخیر شود
- اندازه ارتش کوانتونگ سه برابر نیروهای خاور دور اتحاد جماهیر شوروی شود.

جنگ داخلی در سیبری آغاز شود.
در اواخر سپتامبر ۱۹۴۱، ریشارت زورگه اطلاعاتی را مخابره کرد مبنی بر اینکه ژاپن جنگ را علیه اتحاد جماهیر شوروی در شرق آغاز نخواهد کرد و بدین ترتیب لشکرهای ارتش سرخ مستقر در سیبری برای دفاع از مسکو را آزاد کرد. در اکتبر ۱۹۴۱، ریشارت زورگه توسط ژاپنی‌ها شناسایی و دستگیر شد. ظاهراً او کاملاً مورد اعتماد سفیر آلمان اویگن اوت بود و اجازه دسترسی به کابل‌های فوق سری از برلین در سفارت در توکیو را داشت. در نهایت، این دخالت منجر به این شد که سفیر هاینریش گئورگ اشتاهمر در ژانویه ۱۹۴۳ جایگزین اوت شود. از سوی دیگر، زورگه در نوامبر ۱۹۴۴ اعدام شد و در اتحاد جماهیر شوروی به قهرمان ملی تبدیل شد.

### ژاپن وارد جنگ جهانی دوم می‌شود
در سپتامبر ۱۹۴۱، ژاپن با گسترش حضور نظامی خود به جنوب هندوچین قاطعانه تعداد پرسنل و هواپیماهای مستقر را افزایش داد. این امر ایالات متحده، بریتانیا و سایر دولت‌های غربی را برانگیخت تا دارایی‌های ژاپن را مسدود کنند، در حالی که ایالات متحده (که ۸۰ درصد نفت ژاپن را تأمین می‌کرد) با تحریم کامل نفتی به امپراتوری ژاپن پاسخ داد. در نتیجه، در نتیجه، ژاپن اساساً مجبور شد بین رها کردن جاه‌طلبی‌های خود در آسیای جنوب شرقی و پیگرد قانونی جنگ علیه چین یا تصاحب منابع طبیعی مورد نیاز خود با زور یکی را انتخاب کند. ارتش ژاپن گزینه اول را گزینه ای در نظر نمی‌گرفت زیرا حمله به روسیه شوروی به جای گسترش در جنوب آسیا، پس از شکست تحقیرآمیز ژاپن در سال ۱۹۳۹ در نبرد خالخین گل در برابر ژنرال گئورگی ژوکوف از جمله هرگونه اقدام کوتاه مدت در سیبری، به یک انتخاب بیش از پیش منفور تبدیل شده بود. علاوه بر این، بسیاری از افسران ژاپنی تحریم نفتی آمریکا را اعلان ناگفته جنگ می‌دانستند. با تحریم‌های نفتی سخت اعمال شده توسط ایالات متحده، رهبری ژاپن اکنون حتی بیشتر مصمم شده بود که در چین بماند. آلمان از فروش طرح‌های ساخت سوخت ترکیبی به ژاپن امتناع کرده بود، بنابراین تنها امید ژاپن برای نفت حمله به هند شرقی هلند بود که منجر به جنگ با ایالات متحده و بریتانیا می‌شد. برای موفقیت، ژاپنی‌ها مجبور بودند ناوگان اقیانوس آرام ایالات متحده را خنثی کنند، بنابراین آنها می‌توانستند از دخالت آن در فعالیت‌های ژاپن در آینده در آسیای جنوب شرقی جلوگیری کنند و از موقعیت قوی‌تری در مورد شرایط صلح مذاکره کنند. هیتلر و ریبنتروپ توافق کردند که آلمان تقریباً به‌طور قطع زمانی که ژاپنی‌ها برای اولین بار قصد جنگ با ایالات متحده را در ۱۷ نوامبر ۱۹۴۱ به آنها اطلاع دادند، اعلام جنگ خواهد کرد.
در ۲۵ نوامبر ۱۹۴۱، آلمان با احیای رسمی پیمان ضد کمینترن در سال ۱۹۳۶، که اکنون امضاکنندگان دیگری، مجارستان و رومانی به آن پیوسته بودند، تلاش کرد تا اتحاد علیه روسیه شوروی را بیشتر تحکیم کند. با این حال، به دلایل متعدد از جمله لجستیکی و دفاع شوروی که توسط لشکرهای سیبری شرقی تقویت شد، حمله آلمان به مسکو با شروع زمستان روسیه در نوامبر و دسامبر ۱۹۴۱ متوقف شد. در مواجهه با تاکتیک‌های بلیتس‌کریگ شکست خورده‌اش، اعتماد هیتلر به پایان موفقیت‌آمیز و سریع جنگ کاهش پیدا کرد، به‌ویژه با توجه به اینکه بریتانیا مورد حمایت ایالات متحده یک تهدید دائمی در جبهه غربی رایش بود. علاوه بر این، بدیهی بود که «بی‌طرفی» که ایالات متحده به‌طور سطحی تا آن مرحله حفظ کرده بود، به زودی به حمایت آشکار و نامحدود بریتانیا در برابر آلمان تبدیل خواهد شد. علاوه بر این، بدیهی بود که «بی‌طرفی» که ایالات متحده به‌طور سطحی تا آن مرحله حفظ کرده بود، به زودی به حمایت آشکار و نامحدود بریتانیا در برابر آلمان تبدیل خواهد شد؛ بنابراین هیتلر از ورود ناگهانی ژاپن به جنگ با حمله هوایی خود به پایگاه دریایی آمریکا در حمله به پرل هاربر در ۷ دسامبر ۱۹۴۱ و اعلان جنگ متعاقب آن به ایالات متحده و بریتانیا، تنها دو روز پس از آن استقبال کرد. اتحاد جماهیر شوروی با یک ضد حمله موفقیت‌آمیز به رهبری ژنرال گئورگی ژوکوف که ژاپنی‌ها را در نبرد خالخین گل در سال ۱۹۳۹ شکست داده بود، شروع به عقب راندن آلمانی‌ها از مسکو کرد. با اطلاع از حمله موفقیت‌آمیز ژاپن، هیتلر حتی سرخوش شد و گفت: «با چنین متحد توانایی ما نمی‌توانیم در این جنگ شکست بخوریم.» قبل از حمله ژاپن، بیانیه‌های متعددی بین برلین و توکیو منتشر شد. سفرای مربوط اوت و اوشیما سعی کردند
اصلاحیه‌ای را برای پیمان سه‌جانبه تهیه کنند که در آن آلمان، ژاپن و ایتالیا باید در موردی که یکی از امضاکنندگان توسط ایالات متحده مورد حمله قرار می‌گیرد — یا به آنها حمله می‌کند — وفاداری یکدیگر را اعلام کنند. اگرچه پروتکل به موقع به پایان رسید، اما تا چهار روز پس از حمله به پرل هاربر، آلمان رسماً آن را امضا نکرد. همچنین یکی دیگر از بیانیه‌ها رد قطعی ژاپن از هرگونه طرح جنگی علیه روسیه بود:
با این وجود، رهبری آلمان به‌طور علنی متحد جدید خود را تحسین کرد و سفیر اوشیما به یکی از تنها هشت دریافت کننده نشان صلیب بزرگ نشان عقاب آلمانی طل تبدیل شد، که توسط خودِ هیتلر اعطا می‌شد، هیتلر بنا بر گزارش‌ها گفته بود:

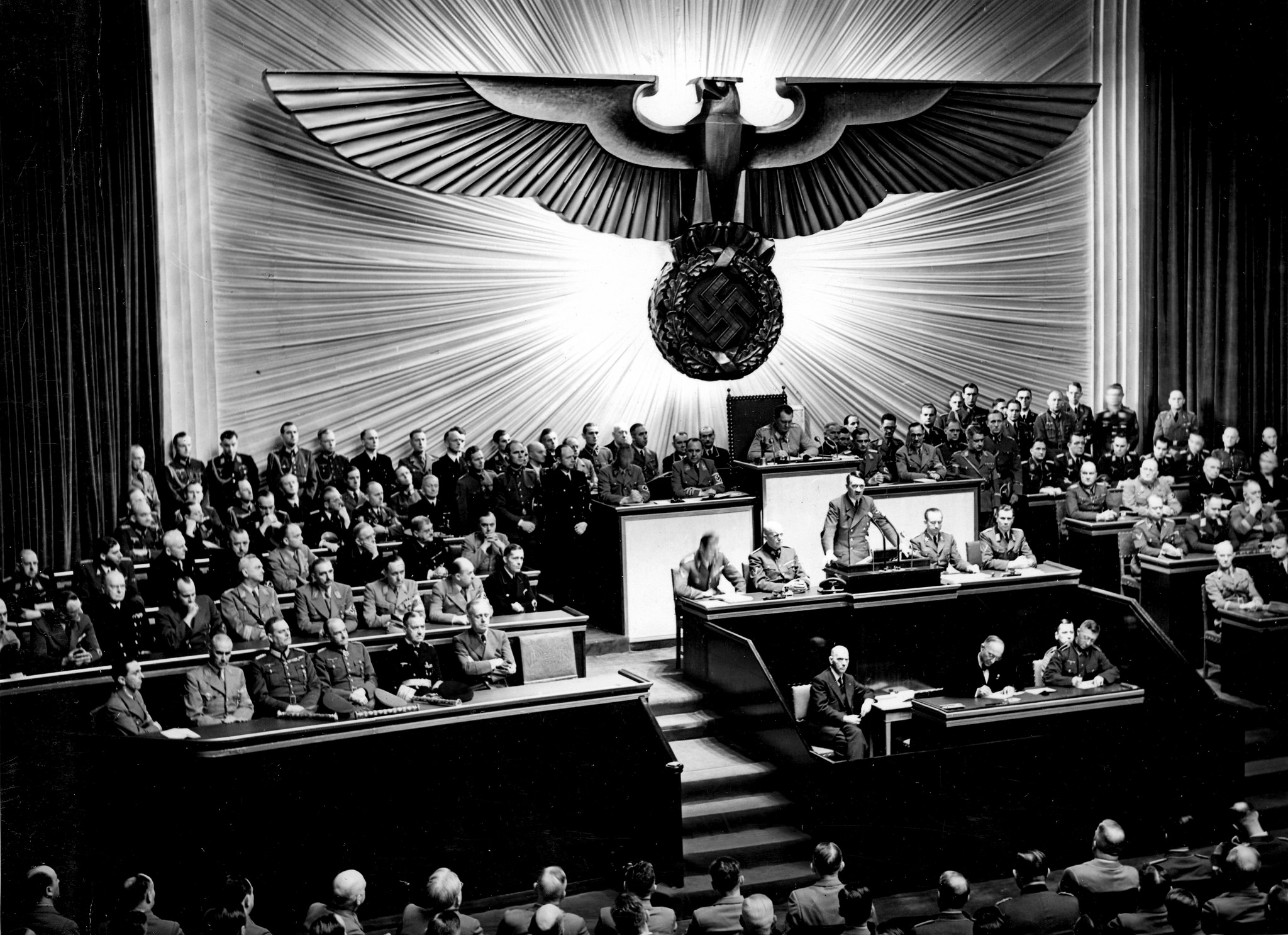
آدولف هیتلر در ۱۱ دسامبر ۱۹۴۱ در پی حمله به پرل هاربر به ایالات متحده اعلام جنگ کرد.

اگرچه اصلاحیه پیمان سه‌جانبه هنوز اجرایی نشده بود، هیتلر تصمیم گرفت به ایالات متحده اعلان جنگ کند و به رایشستاگ و همراه با ایتالیا دستور داد در ۱۱ دسامبر ۱۹۴۱، سه روز پس از اعلان جنگ ایالات متحده به امپراتوری ژاپن، این کار را انجام دهند. دستور روزولت «تیراندازی در دید» عملاً در سپتامبر ۱۹۴۱ جنگ دریایی علیه آلمان و ایتالیا اعلام کرده بود، و آلمان در اوایل دسامبر از نقشه‌های جنگی رنگ‌نشان آمریکا مطلع شده بود. هیتلر دیگر نمی‌توانست میزان کمک‌های اقتصادی و نظامی ایالات متحده به بریتانیا و اتحاد جماهیر شوروی را نادیده بگیرد. امیدهای هیتلر مبنی بر اینکه، علیرغم رد قبلی، ژاپن متقابلاً به اتحاد جماهیر شوروی حمله خواهد کرد، محقق نشد، زیرا ژاپن به استراتژی نانشین-رون خود برای رفتن به جنوب، نه شمال، پایبند بود و به حفظ صلح با اتحاد جماهیر شوروی ادامه داد. با این وجود، اعلان جنگ آلمان، روابط آلمان و ژاپن را بیشتر مستحکم کرد و همبستگی آلمان را با ژاپن نشان داد که اکنون به همکاری علیه بریتانیا تشویق شده بود. تا حدودی، اقدامات ژاپن در جنوب شرقی آسیا و اقیانوس آرام در ماه‌های پس از پرل هاربر، از جمله غرق رزم‌ناوهای پرنس ولز و رپولس، اشغال مستعمرات تاج نبرد سنگاپور، نبرد هنگ کنگ، تصرف برمه توسط ژاپن، یورش به اقیانوس هند و همچنین در حملات هوایی به استرالیا، ۴۳–۱۹۴۲، ضربه بزرگی به تلاش‌های جنگی بریتانیا بود و متفقین را به خود مشغول کرد و تجهیزات بریتانیا (از جمله استرالیا) و آمریکا را از نبرد اقیانوس اطلس (۱۹۳۹–۱۹۴۵)، نبرد شمال آفریقا در برابر آلمان را به آسیا و اقیانوس آرام در برابر ژاپن منتقل کرد. در این زمینه، نیروهای قابل توجهی از امپراتوری بریتانیا از شمال آفریقا به جبهه اقیانوس آرام وارد شدند که جایگزین‌های آن‌ها فقط افرادی نسبتاً بی‌تجربه بودند. با استفاده از این موقعیت، ارتش آفریقای اروین رومل، آفریکاکور تنها شش هفته پس از پرل هاربر با موفقیت حمله کرد و در نهایت خطوط متفقین را تا شرق کارزار صحرای غربی پیش برد.

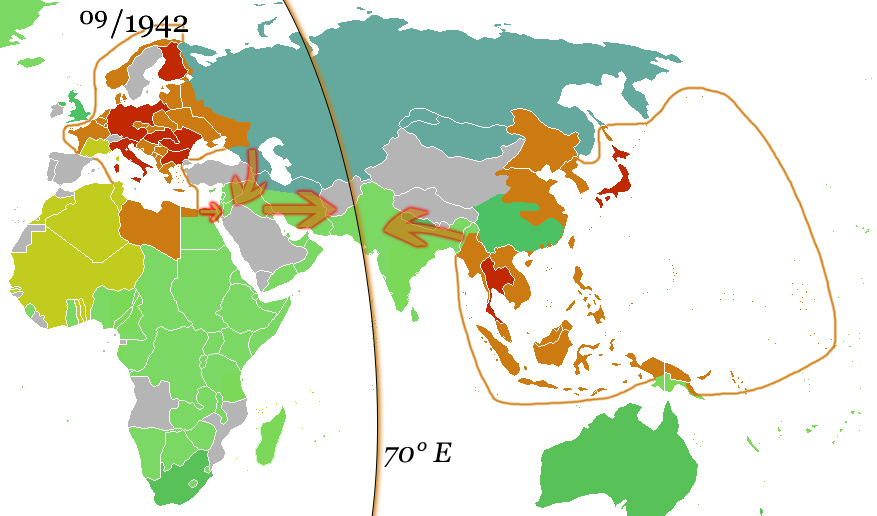
حوزه نفوذ مستقیم آلمان و ژاپن در پاییز ۱۹۴۲ به بیشترین میزان خود رسید. فلش‌ها حرکت‌های برنامه‌ریزی شده را نشان می‌دهند. مذاکرات نیروهای محور در مورد تقسیم آسیا، که با این حال، هرگز حتی تقریبی هم نشد.

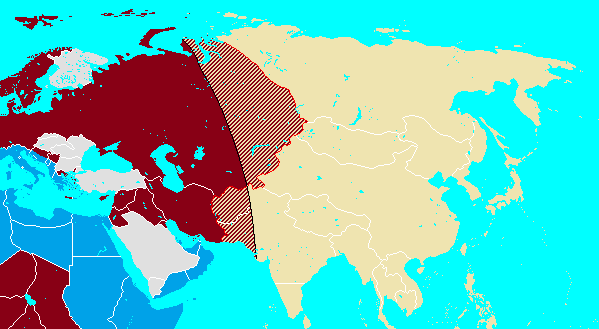
آلمان نازی و امپراتوری ژاپن تقسیم برنامه‌ریزی شده ازاوراسیا.

تا قبل از حمله به اتحاد جماهیر شوروی، آلمان و ژاپن قادر به تبادل مواد و پرسنل با استفاده از راه‌آهن سراسری سیبری بودند. پس از آن، زیردریایی‌های نیروی دریایی امپراتوری ژاپن باید به ماموریت‌های به اصطلاح ماموریت‌های یاناگی فرستاده می‌شدند، زیرا نیروی دریایی آمریکا و بریتانیا دریاهای آزاد را برای محموله‌های کشتی‌های محور بسیار خطرناک کرده بودند. با این حال، با توجه به ظرفیت‌های محدود زیردریایی‌ها، چشم‌ها به زودی مستقیماً معطوف جبهه‌های مدیترانه، خاورمیانه و آفریقا شد که همگی برای تلاش‌های جنگی بریتانیا حیاتی بودند. در درازمدت، آلمان و ژاپن یک پیوند مشترک در سراسر شبه‌قاره هند تحت کنترل بریتانیا را متصور شدند که امکان انتقال تسلیحات و منابع و همچنین عملیات نظامی مشترک بالقوه را فراهم می‌کرد. از این گذشته، انتخاب شرکای تجاری بالقوه در طول جنگ بسیار محدود بود و آلمان نگران لاستیک طبیعی و فلزات گرانبها بود، در حالی که ژاپنی‌ها به دنبال محصولات صنعتی، تجهیزات فنی و کالاهای شیمیایی بودند. تا اوت ۱۹۴۲، پیشروی‌های آلمان در شمال آفریقا، حمله به اسکندریه و کانال سوئز را امکان‌پذیر کرد، که به نوبه خود، پتانسیل ایجاد تجارت دریایی بین اروپا و ژاپن را از طریق اقیانوس هند داشت. از سوی دیگر، نیروی دریایی ژاپن در مواجهه با شکست خود در نبرد میدوی در ژوئن ۱۹۴۲ با از دست دادن چهار ناو هواپیمابر، تصمیم گرفت تمام امکانات را برای دستیابی به منابع اضافی برای بازسازی سریع نیروهای خود دنبال کند. در نتیجه، به سفیر اوشیما در برلین دستور داده شد تا یک «فهرست درخواست» گسترده‌ای را ارائه کند و درخواست خرید مقادیر زیادی فولاد و آلومینیوم را برای ارسال از آلمان به ژاپن ارائه دهد. ریبنتروپ وزیر خارجه آلمان به سرعت پیشنهاد توکیو را رد کرد، زیرا این منابع برای صنعت خود آلمان حیاتی بودند. با این حال، به منظور جلب حمایت ژاپن برای یک معاهده تجاری جدید آلمان و ژاپن، که باید حقوق شرکت‌های آلمانی در جنوب شرقی آسیا را نیز تضمین کند، از هیتلر خواست تا حداقل تا حدی با خواسته‌های ژاپن موافقت کند. پنج ماه دیگر بحث بر سر نرخ ارز رایشس‌مارک - ین و مذاکرات اضافی با سومین امضاکننده، دولت ایتالیا، طول کشید تا اینکه «پیمان همکاری اقتصادی» در ۲۰ ژانویه ۱۹۴۳ امضا شد.
با وجود این معاهده، روابط اقتصادی آلمان و ژاپن هرگز نتوانست از وضعیت عمدتاً تبلیغاتی فراتر رود. انگلیسی‌ها کنترل کانال سوئز را در دست داشتند و زیردریایی‌هایی با ظرفیت بار بسیار کم روش اصلی تماس باقی ماندند. با از دست دادن شمال آفریقا و شکست سنگین در استالینگراد، آلمان در اوایل سال ۱۹۴۳ در وضعیت دفاعی قرار گرفت و هرگز ابتکار عمل را به دست نیاورد.
ژاپن در حمل‌کننده‌ها از تولید خارج می‌شد و پس از شکست در میدوی در ژوئن ۱۹۴۲ قادر به انجام هیچ حمله‌ای نبود. ژاپن بیش از حد گسترش یافته بود و حتی نمی‌توانست پادگان‌های خود را در جزایر آن سوی اقیانوس آرام تغذیه کند. طرح توکیو برای فتح لشکرکشی جزایر سلیمان در نزدیکی استرالیا به عقب‌نشینی مداوم برای ژاپنی‌ها تبدیل شد که شکست در کارزار گوادال‌کانال در اوایل سال ۱۹۴۳ را رقم زد. تهاجم ژاپن به هند در نبرد برمه (نبرد ایمفال و نبرد کوهیما) متوقف شده بود و هرگونه عملیات مشترک علیه هند را غیرممکن می‌کرد.
زیردریایی‌ها عملاً تنها راه ارتباطی بین اروپا و ژاپنِ تحت کنترل نازی‌ها بودند، تجارت به زودی بر روی کالاهای استراتژیک مانند طرح‌های فنی و سلاح متمرکز شد. تنها ۲۰ تا ۴۰ درصد کالاها می‌توانستند به هر یک از مقصدها برسند و فقط ۹۶ نفر با زیردریایی از اروپا به ژاپن و ۸۹ نفر برعکس در طول جنگ سفر می‌کردند زیرا تنها شش زیردریایی در تلاش خود برای سفر بین اقیانوسی موفق شدند:
1. زیردریایی آی-۳۰ (اوت ۱۹۴۲)
2. زیردریایی آی-۸ (ژوئن ۱۹۴۳)
3. زیردریایی آی-۳۴ (اکتبر ۱۹۴۳)
4. زیردریایی آی-۲۹ (دسامبر ۱۹۴۳)
5. زیردریایی آی-۵۲ (۱۹۴۲) (مارس ۱۹۴۴)
6. زیردریایی آلمانی زیردریایی یو-۵۱۱ (اوت ۱۹۴۳)[۷۹]

قبل از اینکه زیردریایی آی-۲۹ متعلق به ژاپن سفر خود را به فرانسه تحت اشغال آلمان در دسامبر ۱۹۴۳ آغاز کند، این زیردریایی با زیردریایی آلمانی زیردریایی یو-۱۸۰ در طی مأموریت قبلی به اقیانوس هند قرار ملاقات گذاشته بود. در طی این دیدار در ۲۸ آوریل ۱۹۴۳، سبهاش چندر بوس ملی‌گرای هندی به زیردریایی آی-۲۹ منتقل شد و بدین ترتیب به تنها تبادل غیرنظامی بین دو زیردریایی از دو ناوگان مختلف در جنگ جهانی دوم تبدیل شد. از سوی دیگر، زیردریایی یو-۲۳۴ آلمانی یکی از محبوب‌ترین نمونه‌های ماموریت‌های یاناگی در ماه مه ۱۹۴۵ است. از جمله، محموله‌های آن شامل نمونه‌هایی از جدیدترین اژدرهای الکتریکی، یک هواپیمای جت مسرشمیت ام‌ئی ۲۶۲، یک بمب گلاید هنشل ۲۹۳ و ۵۶۰ کیلوگرم اکسید اورانیوم بود. با این حال هنوز مشخص نشده‌است که آیا اورانیوم ماده‌ای با درجه مورد استفاده برای سلاح بوده‌است یا خیر.
در موارد نادر، کشتی‌های روی آب آلمانی توانستند به ژاپن نیز برسند. اینها شامل ناو پشتیبانی میشل و ناو پشتیبانی تور بود که پس از اینکه روسای کریگسمارینه در اواخر سال ۱۹۴۲ متوجه شدند که بازگشت به بندرهای اروپایی تحت کنترل آلمان برای آنها عملی نیست، به یوکوهاما آورده شدند. کشتی‌های تدارکاتی آلمان نفت‌کش آلتمارک و کشتی‌های خارجی که توسط مهاجمان بازرگان آلمانی اسیر شده بودند نیز به بندرهای ژاپن می‌آمدند.

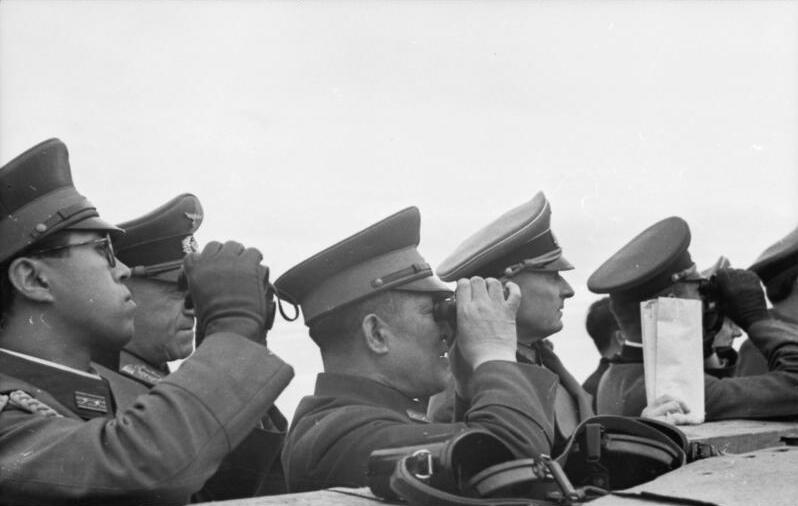
افسران آلمانی و ژاپنی از جمله سفیر اوشیما (مرکز) در سپتامبر ۱۹۴۳ از دیوار آتلانتیک اقیانوس اطلس در جنوب فرانسه بازدید کردند.

نمایندگان ژاپن و آلمان در مواجهه با برنامه‌های جنگی شکست خورده خود، بیش از پیش شروع به فریب یکدیگر در جلسات توجیهی تاکتیکی با اغراق در پیروزی‌های جزئی و تأکید بر ضرر و زیان کردند. در چندین گفتگو در بهار و تابستان ۱۹۴۳ بین ژنرال آلفرد یودل و وابسته نیروی دریایی ژاپن در برلین، معاون دریاسالار نائوکونی نامورا، آلفرد یودل شکست‌های ارتش آلمان را که در بالا توضیح داده شد، کم‌اهمیت جلوه داد. با این ادعا که تهاجم شوروی به زودی تمام خواهد شد و اینکه «هرجا که بتوان ورماخت را خشکی فرستاد، امیدوارکننده است، اما جایی که باید بر دریا تسخیر شد، تا حدودی دشوارتر می‌شود.» از سوی دیگر، ژاپن نه تنها از افشای موقعیت استراتژیک واقعی خود در اقیانوس آرام طفره می‌رفت، بلکه از هرگونه مداخله در محموله‌های آمریکایی که در ولادی‌وستوک تخلیه می‌شد و تعداد زیادی از افراد و مقادیری مواد از شرق سیبری به جبهه آلمان در غرب خودداری می‌کرد. اجبار به تماشای تداوم تقویت نیروهای شوروی از شرق بدون هیچ گونه مداخله ژاپنی خاری در گوشت هیتلر بود، به ویژه با توجه به جهل آشکار ژاپن نسبت به کنفرانس کازابلانکا که در آن متفقین فقط اعلام کردند که تنها تسلیم بی‌قید و شرط ملت‌های محور را می‌پذیرند. هیتلر طی یک جلسه توجیهی خصوصی در ۵ مارس ۱۹۴۳ اظهار داشت:
آنها درست رو در روی صورت شما دروغ می‌گویند و در نهایت تمام تصویرهای آنها بر روی چیزی محاسبه می‌شود که بعداً معلوم می‌شود فریب است!

— آدولف هیتلر دربارهٔ ژاپنی‌ها (۵ مارس ۱۹۴۳)

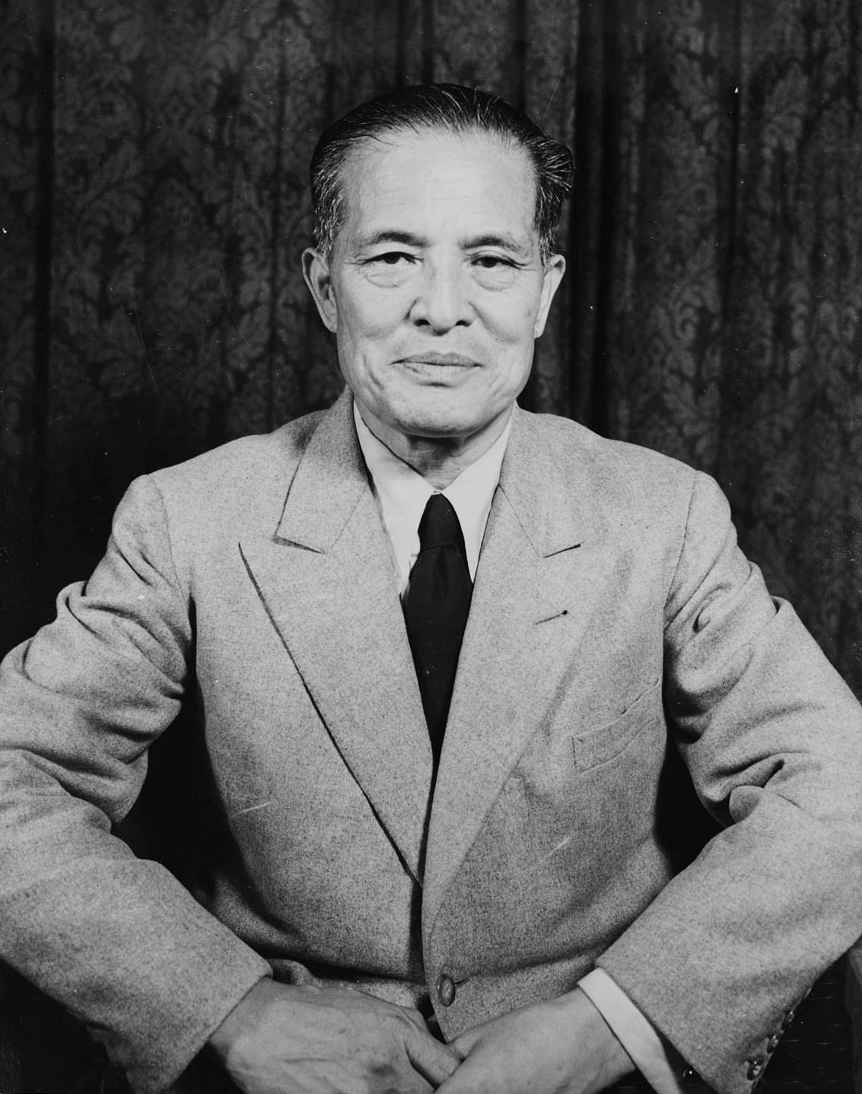
هیروشی اوشیما، سفیر آلمان تا مه ۱۹۴۵

با پیشرفت جنگ و شروع به عقب‌نشینی بیشتر آلمان، اوشیما سفیر ژاپن هرگز در اطمینان خود مبنی بر اینکه آلمان پیروز خواهد شد، تزلزل پیدا نکرد. با این حال، در مارس ۱۹۴۵ او در مورد «خطر تبدیل شدن برلین به میدان جنگ» به توکیو گزارش داد و ترسی را آشکار کرد که «ممکن است یک ماه دیگر واگذاری برلین انجام شود.» در ۱۳ آوریل، او برای آخرین بار با ریبنتروپ ملاقات کرد - و عهد کرد که در زمان بحران در کنار رهبران رایش سوم بایستد، اما به دستور مستقیم هیتلر مجبور شد فوراً برلین را ترک کند. در ۷ و ۸ مه ۱۹۴۵، هنگامی که دولت آلمان در روز پیروزی در اروپا به قدرت‌های متفقین تسلیم شد، اوشیما و کارکنانش بازداشت و به ایالات متحده آورده شدند. اکنون ژاپن حتی ناامیدکننده‌تر از قبل می‌جنگید، دولت ژاپن بلافاصله تسلیم آلمان را به عنوان یک عمل خیانت‌آمیز محکوم کرد و تعداد معدودی از افراد آلمانی را بازداشت کرد و همچنین تمام اموال آلمان (مانند زیردریایی‌ها) را در قلمرو ژاپن در آن زمان مصادره کرد. چهار ماه بعد، در ۲ سپتامبر، ژاپن مجبور شد اسناد تسلیم ژاپن را امضا کند.

### ادعای توطئه طولانی مدت آلمان و ژاپن
پس از پایان رسمی جنگ جهانی دوم با تسلیم امپراتوری ژاپن، طرح‌هایی برای محاکمه جنایتکاران جنگی آلمان و ژاپن به سرعت در سال ۱۹۴۶ اجرا شد. در حالی که مقامات ژاپنی مجبور بودند با دادگاه توکیو محاکمه شوند، جنایات جنگی عمده آلمان در دادگاه نورنبرگ مورد رسیدگی قرار گرفت. در اینجا هدف دادستان‌های متفقین این بود که همکاری محدود بین رایش سوم و امپراتوری ژاپن را به عنوان یک توطئه برنامه‌ریزی شده طولانی برای تقسیم جهان بین دو شریک محور به تصویر بکشند و از این طریق نمایش دیگری از شرارت مشترک توسط برنامه‌های جنگی بلندمدت مشترک را ارائه دهند.
نقشه‌های تجاوزکارانه نازی‌ها استفاده از متحدان آسیایی را خواستار شد و آنها در میان ژاپنی‌ها ذهن و هدف خویشاوندی یافتند. آنها زیر پوستی برادر بودند. — رابرت جکسن، دادستان ارشد آمریکایی در دادگاه نورنبرگ ۱۹۴۵/۴۶
اگرچه همکاری نظامی محدود و محتاطانه ای بین ژاپن و آلمان در طول جنگ جهانی دوم وجود داشت، اما هیچ سندی مبنی بر برنامه‌ریزی بلندمدت یا هماهنگی واقعی عملیات نظامی هر دو قدرت وجود ندارد.

## تحولات پس از جنگ جهانی دوم

### بازسازی روابط و منافع مشترک جدید

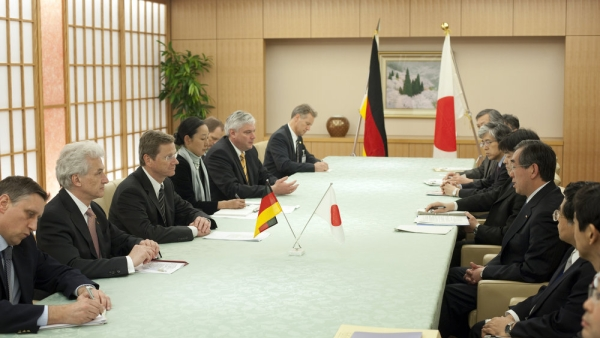
نشست وزیر امور خارجه آلمان گیدو وستروله و وزیر امور خارجه ژاپن تاکاکی ماتسوموتو در توکیو پس از زمین‌لرزه و سونامی ۲۰۱۱ توهوکو

پس از شکست جنگ جهانی دوم، هر دو کشور ژاپن و آلمان اشغال شدند. ژاپن با قرارداد سان‌فرانسیسکو در سال ۱۹۵۲ حاکمیت خود را به دست آورد و در سال ۱۹۵۶ به سازمان ملل متحد پیوست. آلمان به دو ایالت تقسیم شد. در سال ۱۹۵۱ برای برقراری روابط دیپلماتیک بین ژاپن و جمهوری فدرال آلمان (آلمان غربی) موافقت شد. روابط دیپلماتیک دوجانبه بین آلمان غربی و ژاپن در سال ۱۹۵۵ به‌طور کامل احیا شد و در سال ۱۹۷۳ بین آلمان شرقی و ژاپن، سالی که هر دو ایالت آلمان به عضویت سازمان ملل درآمدند.
با شروع دهه ۱۹۵۰، شرکت‌های ژاپنی به دنبال خرید مواد خام مورد نیاز مانند فولاد و محصولات شیمیایی در منطقه روهر آلمان غربی، با یک جامعه تجاری کوچک ژاپنی در دوسلدورف بودند. در سال ۱۹۷۴، آلمان غربی و ژاپن توافقنامه‌ای بین دولتی در زمینه همکاری در علم و فناوری امضا کردند و تلاش‌های مشترک علمی و تبادل فناوری را دوباره تشدید کردند. این توافق منجر به پروژه‌های متعددی شد که عموماً بر تحقیقات دریایی و علوم زمین، علوم زیستی و تحقیقات محیطی متمرکز بودند. علاوه بر این، برنامه‌های تبادل جوانان، از جمله «اجلاس جوانان» که از سال ۱۹۷۴ هر سال برگزار می‌شود، راه‌اندازی شد.

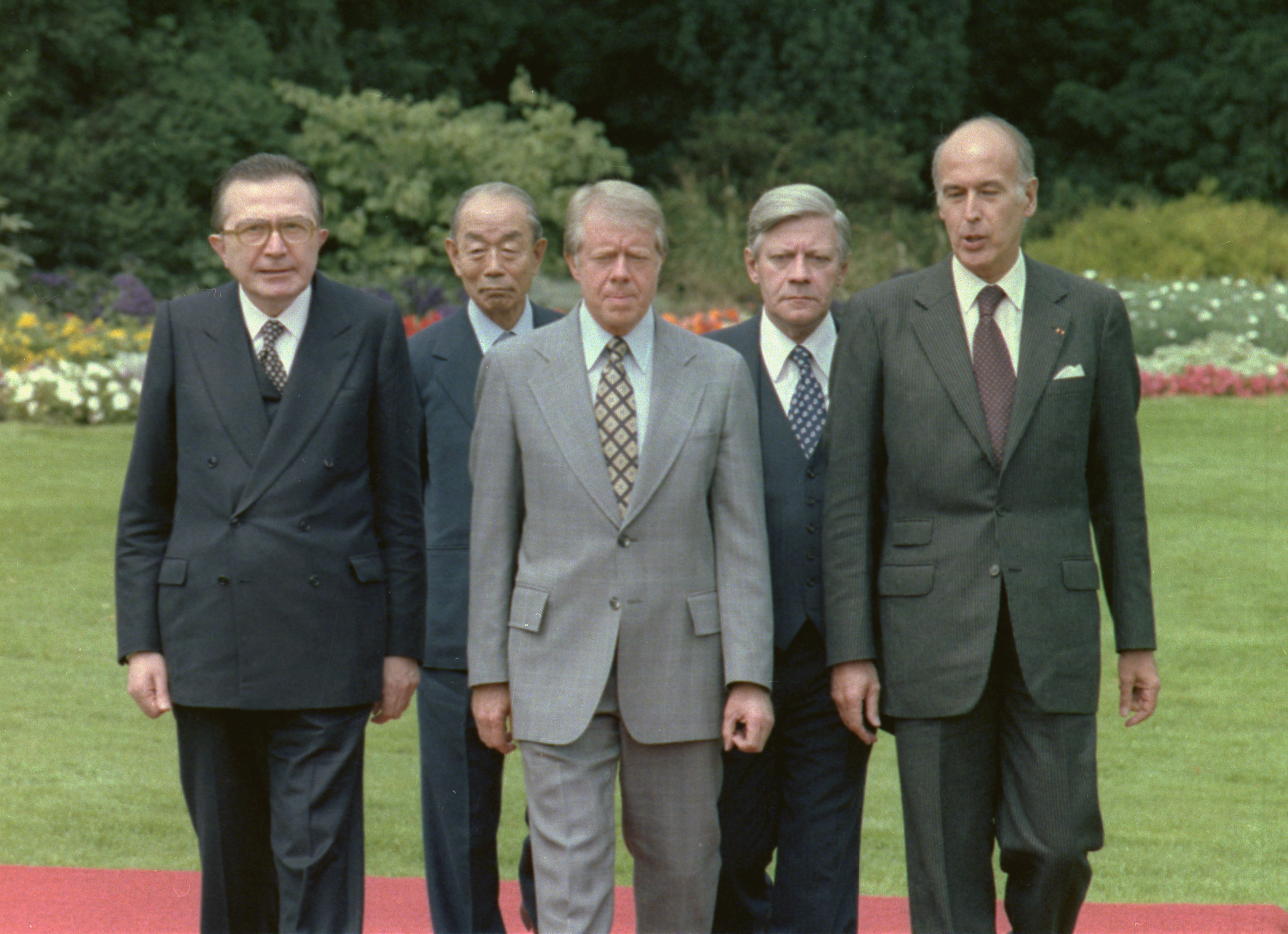
پنج تن از رهبران در چهارمین اجلاس گروه هفت در سال ۱۹۷۸ با نخست‌وزیر ژاپن تاکئو فوکودا و صدراعظم آلمان غربی هلموت اشمیت از سمت چپ دوم و چهارم شدند.

مراودات سیاسی آلمان غربی و ژاپن با مشارکت هر دو کشور در ایجاد گروه شش یا به سادگی جی۶ همراه با ایالات متحده، بریتانیا، فرانسه و ایتالیا در سال ۱۹۷۵ گسترش یافت. پاسخی به بحران نفتی سال ۱۹۷۳. جی۶ به زودی توسط کانادا و بعداً روسیه، با اجلاس‌های جی۶-، جی۷-، و بعداً جی۸- که از آن زمان به بعد سالانه برگزار می‌شود، گسترش یافت.
در طول سال‌های بعد، مؤسساتی مانند «مرکز ژاپنی-آلمانی» در برلین و در سال ۱۹۸۸ مؤسسه آلمانی مطالعات ژاپنی در توکیو تأسیس شدند تا بیشتر به تبادل علمی و علمی بین ژاپن و آلمان غربی.
در اواسط دهه ۱۹۸۰، نمایندگان آلمان غربی و ژاپن تصمیم به بازسازی سفارت قدیمی ژاپن در برلین از سال ۱۹۳۸ گرفتند. بقایای سفارت پس از تخریب ساختمان در طول جنگ جهانی دوم بلااستفاده مانده بود. علاوه بر مجموعه اصلی، چندین تغییر و پیوست تا سال ۲۰۰۰ انجام شد، مانند انتقال ورودی اصلی به «خیابان هیروشیما»، که به افتخار شهر ژاپنی نامگذاری شد، و ایجاد یک باغ ژاپنی.
روابط پس از جنگ بین ژاپن و هر دو آلمان، و همچنین با آلمان متحد از سال ۱۹۹۰، عموماً بر مسائل اقتصادی و تجاری متمرکز شده‌است. آلمان که به تجارت آزاد اختصاص دارد، همچنان بزرگ‌ترین شریک تجاری ژاپن در اروپا است. این موضع کلی همچنین در به اصطلاح «۷ ستون همکاری» که توسط وزیر امور خارجه ژاپن، کونو یوهی و وزیر امور خارجه آلمان، یوشکا فیشر در ۳۰ اکتبر ۲۰۰۰ مورد توافق قرار گرفت، منعکس شده‌است:
ستون یکم: کمک به صلح و ثبات جامعه بین‌المللی

ستون دوم: تحکیم روابط اقتصادی و تجاری، تحت تأثیر انگیزه‌های جهانی شدن.

ستون سوم: کمک به حل مشکلات جهانی و وظایف و مسئولیت‌های اجتماعی.

ستون چهارم: کمک به ثبات در مناطق (شبه‌جزیره کره، جمهوری خلق چین، یوگسلاوی سابق، روسیه، آسیای جنوبی، کشورهای مستقل جدید، خاورمیانه و منطقه خلیج فارس، آمریکای میانه و جنوبی، تیمور شرقی، آفریقا)

ستون پنجم: تشکیل بیشتر روابط سیاسی وفادار بین ژاپن و آلمان

ستون ششم: ارتقای روابط اقتصادی

ستون هفتم: ارتقای درک متقابل و روابط فرهنگی

در سال ۲۰۰۰، تبادل فرهنگی دوجانبه در سال «ژاپن در آلمان» به اوج خود رسید که پس از آن سال «آلمان در ژاپن» در سال ۲۰۰۵/۲۰۰۶ دنبال شد. همچنین در سال ۲۰۰۵، جشنواره سالانه فیلم آلمان در توکیو راه‌اندازی شد.
در سال ۲۰۰۴، صدراعظم آلمان، گرهارد شرودر و نخست‌وزیر ژاپن، جونیچیرو کویزومی بر همکاری در زمینه کمک به بازسازی عراق و افغانستان، برای ارتقای فعالیت‌های مبادلات اقتصادی، توافق کردند. مبادلات جوانان و ورزش و همچنین مبادلات و همکاری در زمینه‌های علم، فناوری و دانشگاهی.

### روابط فعلی

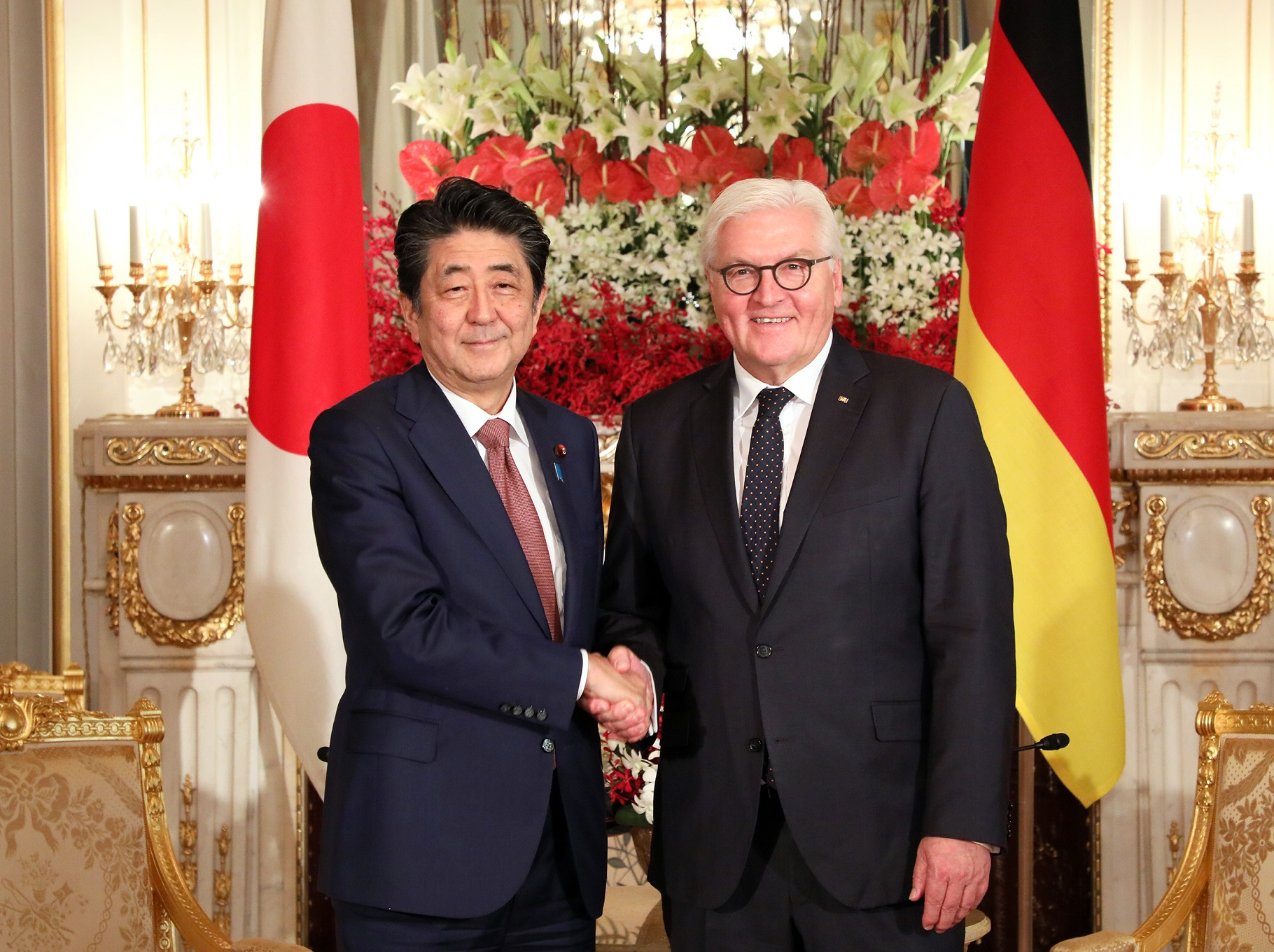
رئیس‌جمهور آلمان فرانک والتر اشتاین‌مایر در دیدار با نخست‌وزیر آبه، ۲۰۱۹

در اواخر دهه ۱۹۹۰ و اوایل دهه ۲۰۰۰، آلمان و ژاپن دومین و سومین حامیان مالی سازمان ملل بودند. به ترتیب خواستار اصلاحات شورای امنیت سازمان ملل متحد و افزایش تعداد اعضای دائم آن شد. برای این منظور هر دو کشور خود را به همراه برزیل و هند سازماندهی کردند تا به اصطلاح «کشورهای جی۴» را تشکیل دهند. در ۲۱ سپتامبر ۲۰۰۴، جی۴ بیانیه مشترکی صادر کرد و متقابلاً از ادعای یکدیگر برای کرسی‌های دائمی، همراه با دو کشور آفریقایی حمایت کرد. این پیشنهاد در گروهی از کشورها به نام اتحاد برای اجماع مخالفت‌هایی پیدا کرده‌است. در ژانویه ۲۰۰۶، ژاپن اعلام کرد که از قرار دادن مجدد قطعنامه جی۴ روی میز حمایت نخواهد کرد و در حال کار بر روی یک قطعنامه خاص خود است.
برخی ناکارآمدی‌ها در رابطه با همکاری دوجانبه بین آلمان و ژاپن نیز در سال ۲۰۰۵ منعکس شد، زمانی که نخست‌وزیر سابق ژاپن، کی‌ایچی میازاوا در مراسم بزرگداشت بیستمین سالگرد مرکز ژاپن و آلمان در برلین نوشت که
روابط آلمان و ژاپن به‌طور کلی خوب است و هیچ مشکل دوجانبه خاصی وجود ندارد. این امر منجر به بی‌تفاوتی خاصی می‌شود که ممکن است در حال حاضر مشکل تلقی شود.
— نخست‌وزیر کی‌ایچی میازاوا (۲۰۰۵)

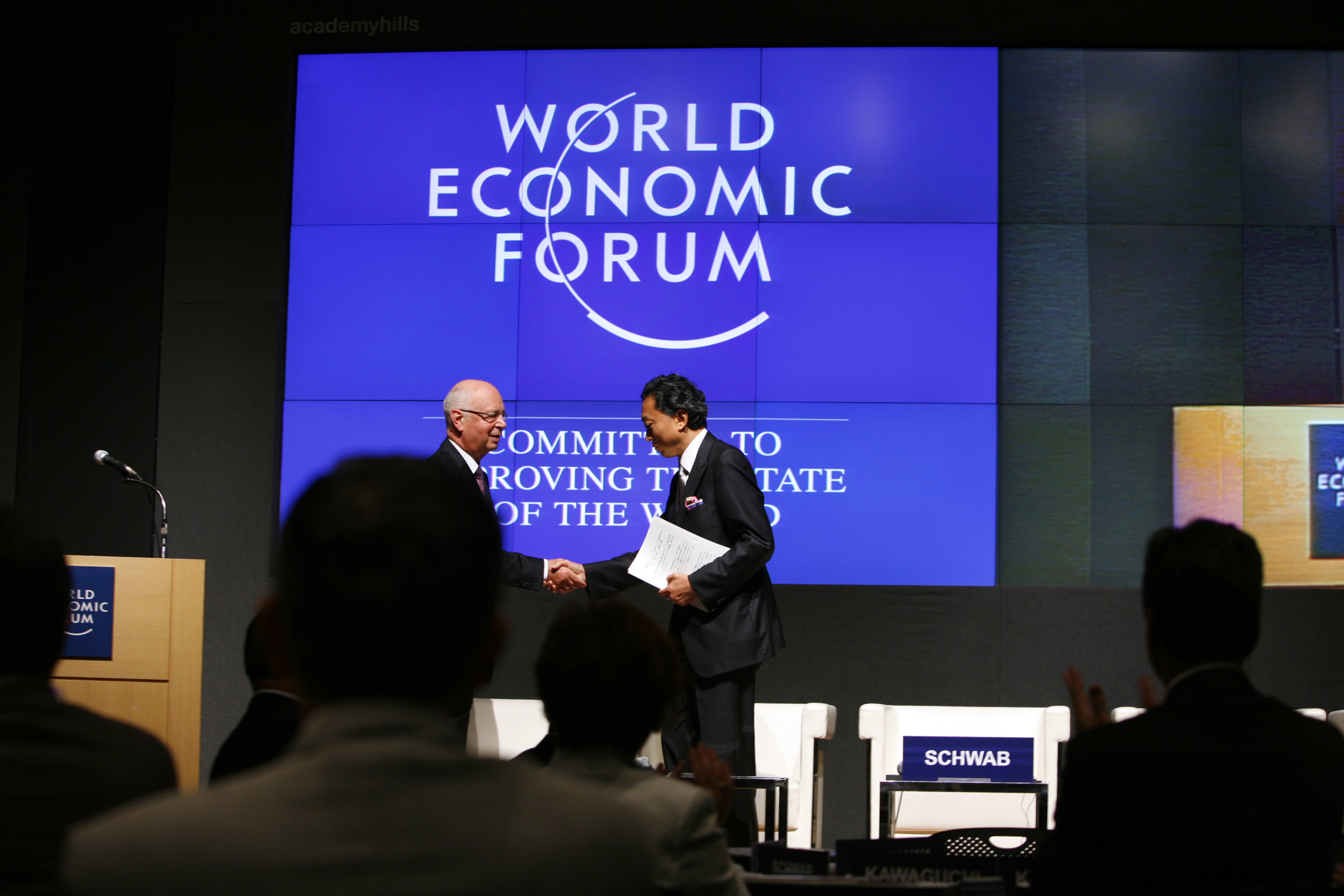
کلاوس شواب از آلمان به نخست‌وزیر ژاپن، یوکیو هاتویاما در مجمع جهانی اقتصاد ۲۰۰۹ سلام می‌کند.

با این وجود، تا سال ۲۰۰۸، ژاپن همچنان دومین شریک تجاری آلمان در آسیا پس از چین بود. در سال ۲۰۱۷، واردات آلمان از ژاپن ۱۸ میلیارد دلار و صادرات آلمان به ژاپن ۲۳ میلیارد دلار بود. در سال ۲۰۰۸، صادرات و واردات ژاپن به و از اتحادیه اروپا پس از رشد ۵٫۸ درصدی در سال ۲۰۰۷ به دلیل بحران مالی جهانی، ۷٫۸ و ۴٫۸ درصد کاهش یافت. تجارت دوجانبه بین آلمان و ژاپن نیز در سال ۲۰۰۸ به صورت واردات از ژاپن ۶٫۶ درصد و صادرات آلمان به ژاپن ۵٫۵ درصد کاهش یافت. علیرغم اینکه ژاپن پس از چین در سال ۲۰۰۸، شریک تجاری آلمان در آسیا باقی مانده‌است، سهم ژاپن از صادرات و واردات نسبتاً پایین است و از پتانسیل بین سومین و پنجمین اقتصادهای کشور بزرگ جهان بسیار کمتر است.

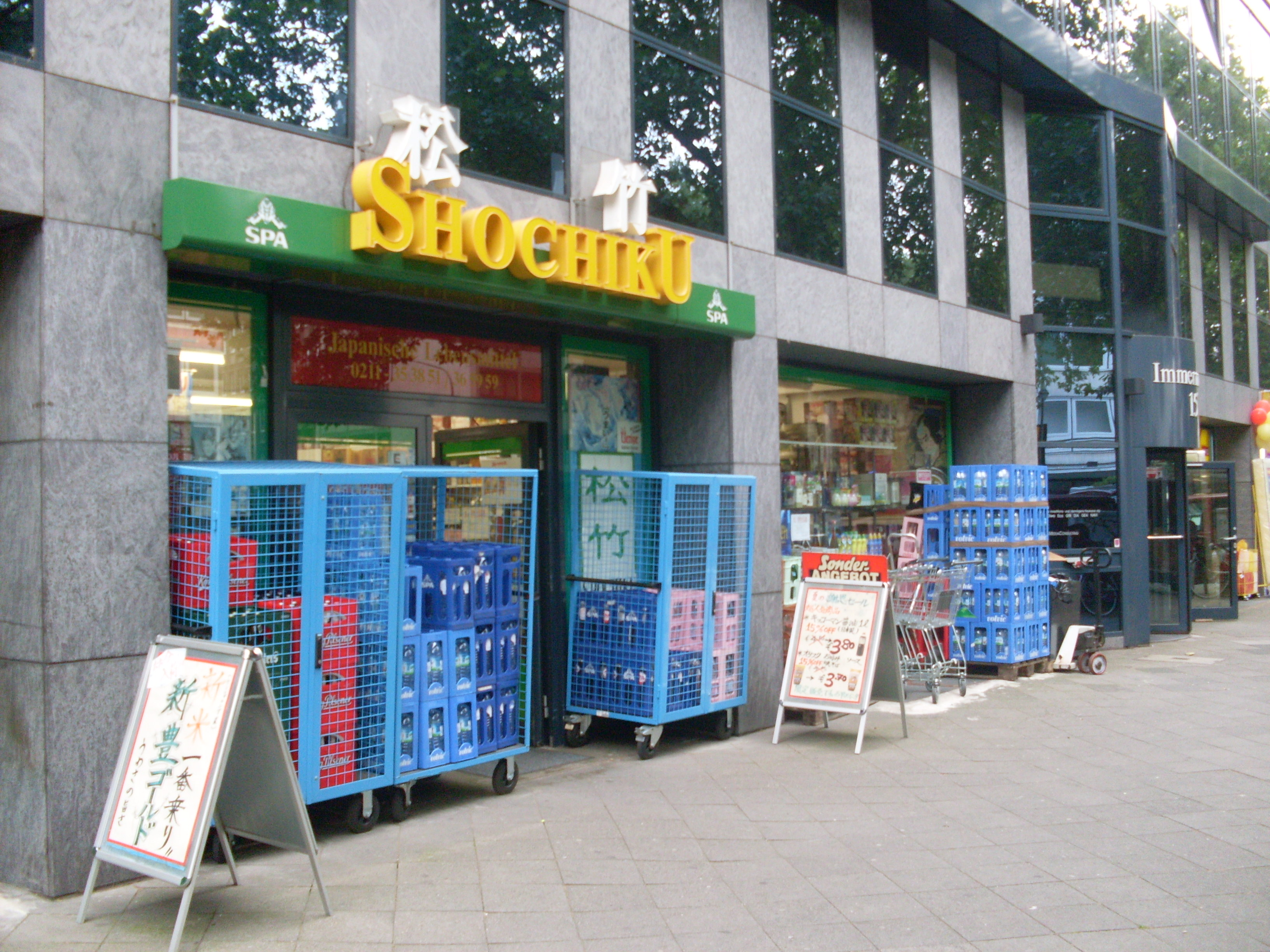
یک سوپرمارکت ژاپنی در دوسلدورف، خانه بزرگ‌ترین شهر ژاپنی اروپا

جامعه ژاپنی دوسلدورف که محل بزرگ‌ترین شهر ژاپنی اروپاست، تحت تأثیر هیچ‌گونه روابط تجاری راکد آلمان و ژاپن قرار نگرفته‌است، پس از کاهش در دهه‌های ۱۹۸۰ و ۱۹۹۰، دوباره در حال رشد است. در سال ۲۰۰۸، بیش از ۸۰۰۰ ژاپنی در منطقه دوسلدورف زندگی می‌کردند که دارای یک مدرسه ژاپنی، دو مهدکودک، سه کتابخانه و تعداد زیادی باشگاه ژاپنی است. علاوه بر این، بیش از ۲۰۰ شرکت ژاپنی در آن منطقه فعال هستند و بیش از ۲۰۰۰۰ شغل ایجاد می‌کنند. جامعه ژاپنی به‌طور گسترده‌ای یک دارایی بزرگ برای دوسلدورف در نظر گرفته می‌شود.
در ۱۴ و ۱۵ ژانویه ۲۰۱۰، وزیر امور خارجه آلمان، گیدو وستروله دیدار افتتاحیه شخصی خود را از ژاپن انجام داد و مذاکرات با همتای ژاپنی خود، کاتسویا اوکادا را بر روی روابط دوجانبه و مسائل جهانی متمرکز کرد. «وستروله تأکید کرد که
ما می‌خواهیم مشارکت مشترک خود را برای تضمین اینکه این دهه، دهه خلع سلاح باشد، نه دهه تسلیحات، انجام دهیم. — گیدو وستروله دربارهٔ همکاری آلمان و ژاپن (۱۵ ژانویه ۲۰۱۰)»
و هر دو وزیر به وزارتخانه‌های خود دستور دادند تا ابتکارها و راهبردهای خلع سلاح را که برلین و توکیو می‌توانند با هم به جامعه بین‌المللی ارائه کنند، تهیه کنند. به ویژه در رابطه با برنامه هسته‌ای ایران، همچنین تأکید شد که ژاپن و آلمان که هر دو از نظر فنی توانایی دارند و در عین حال از داشتن هرگونه جنگ‌افزار کشتارجمعی خودداری می‌کنند، باید نقش رهبری را در این زمینه ایفا کنند. تحقق جهانی عاری از سلاح‌های هسته‌ای و اینکه تحریم‌های بین‌المللی ابزار فشار مناسبی تلقی می‌شود. علاوه بر این، وستروله و اوکادا توافق کردند که همکاری‌ها را در افغانستان تقویت کنند و تجارت دوجانبه راکد بین هر دو کشور را افزایش دهند. این سفر در گفتگو با نخست‌وزیر ژاپن، یوکیو هاتویاما به پایان رسید، قبل از آن وزیر امور خارجه آلمان از معبد میجی در قلب توکیو بازدید کرد.

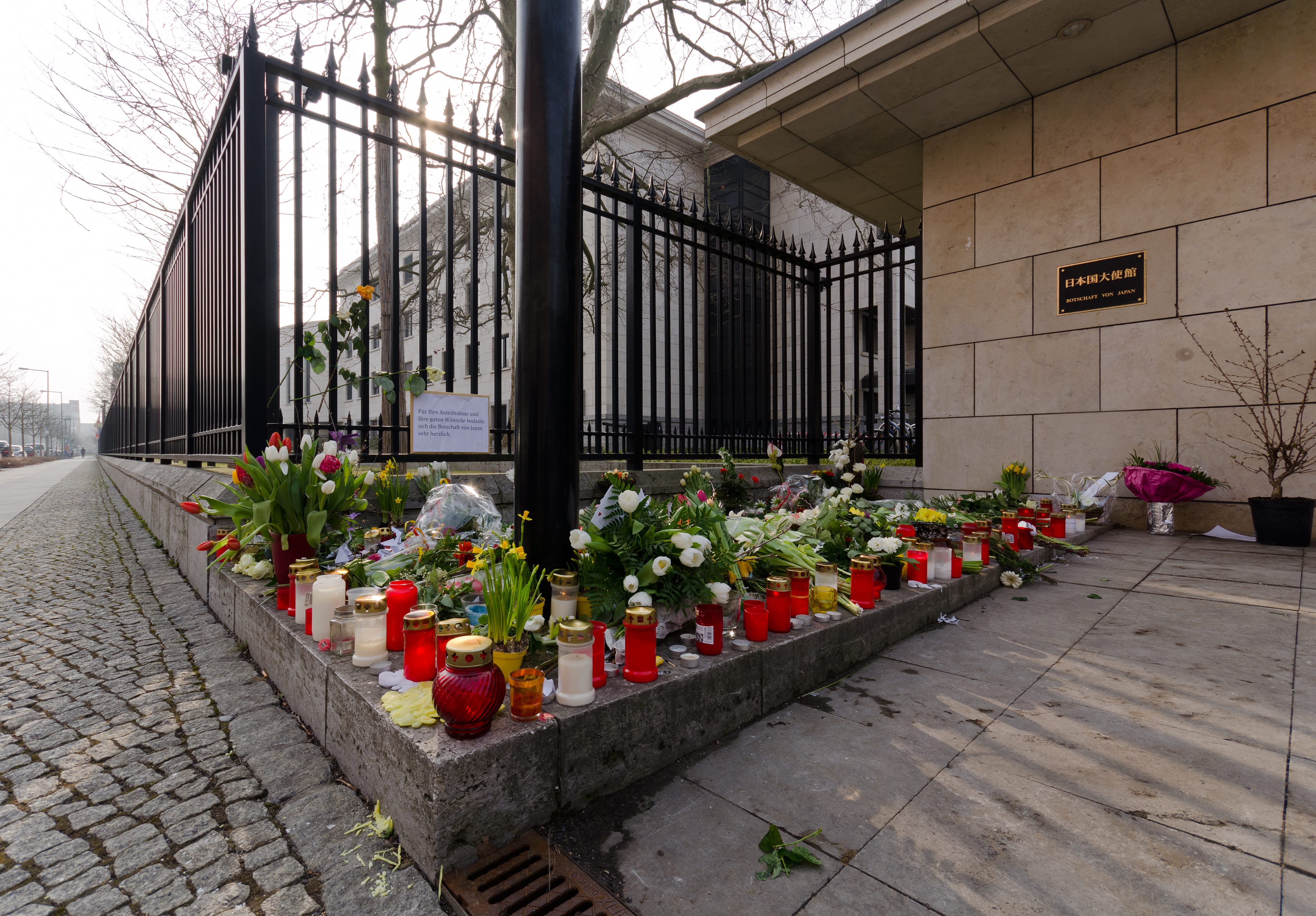
زمین‌لرزه و سونامی ۲۰۱۱ توهوکو موجی از همدردی و شفقت را در آلمان به راه انداخت (گل‌ها در مقابل سفارت ژاپن در برلین)

در روز جمعه ۱۱ مارس ۲۰۱۱، زمین‌لرزه و سونامی ۲۰۱۱ توهوکو، قوی‌ترین زمین‌لرزه در تاریخ ژاپن و یکی از  پنج زمین‌لرزه‌های بزرگ ثبت‌شده جهان ژاپن را لرزاند. وزیر نائوتو کان گفت: «در ۶۵ سال پس از پایان جنگ جهانی دوم، این سخت‌ترین بحران برای ژاپن است.» زلزله و سونامی حاصل نه تنها مناطق وسیع ساحلی را در استان میاگی ویران کرد، بلکه باعث حادثه اتمی فوکوشیما ۱ شد و تخلیه دائمی گسترده در اطراف نیروگاه هسته‌ای شماره یک فوکوشیما شد. آنگلا مرکل، صدراعظم آلمان بلافاصله عمیق‌ترین همدردی خود را با همه کسانی که آسیب دیده‌اند ابراز کرد و به ژاپن قول داد هر گونه کمکی را که خواستار آن باشد، بکند. در نتیجه، متخصصان نجات از سازمان کمک فنی و همچنین یک تیم پیشاهنگ آلمانی (جستجو و نجات بین‌المللی) به ژاپن فرستاده شد، اما بخش‌هایی از پرسنل آلمانی به دلیل خطر تشعشع در نزدیکی نیروگاه آسیب دیده، مجبور به فراخوانی شدند. علاوه بر این، مرکز هوافضای آلمان تصاویر تراسار-ایکس- و ماهواره رپیدآی از منطقه آسیب دیده را به ژاپن ارائه کرد. در روزهای پس از فاجعه، تعداد زیادی گل، شمع و درنا‌های کاغذی توسط دلسوزان از جمله سیاستمداران برجسته آلمانی در مقابل سفارت ژاپن در برلین قرار گرفت.] پیشنهادهای اضافی برای کمک اگرچه هرگز محقق نشد، شامل ارسال واحدهای ویژه بوندس‌ور آلمان به ژاپن بود، زیرا تجهیزات ضد آلودگی اتمی نیروهای مسلح آلمان از پیچیده‌ترین تجهیزات در جهان است.
در ۲ آوریل ۲۰۱۱، وزیر امور خارجه آلمان وستروله در سفر آسیایی از توکیو بازدید کرد و دوباره به ژاپن پیشنهاد «همه نوع کمک، در جایی که لازم است» برای بهبودی پس از سونامی و فاجعه هسته‌ای بعدی در ماه قبل ارائه کرد. وستروله همچنین بر اهمیت پیشرفت با توافق تجارت آزاد بین ژاپن و اتحادیه اروپا به منظور تسریع بهبود اقتصاد ژاپن تأکید کرد. تاکه‌آکی ماتسوموتو، وزیر امور خارجه ژاپن، همراه با همتای آلمانی خود، همچنین به زمینه‌های جدید بالقوه همکاری بین توکیو و برلین با توجه به اصلاح شورای امنیت سازمان ملل پرداختند.